# Ukrainian Nature Conservation Group
Ukrainian Nature Conservation Group (UNCG), або Українська природоохоронна група — українська природоохоронна громадська організація, спрямована на поєднання зусиль експертів та науковців з метою охорони біологічного різноманіття та розвитку природно-заповідного фонду.
EU Login (PIC number):: 902372571

## Символіка

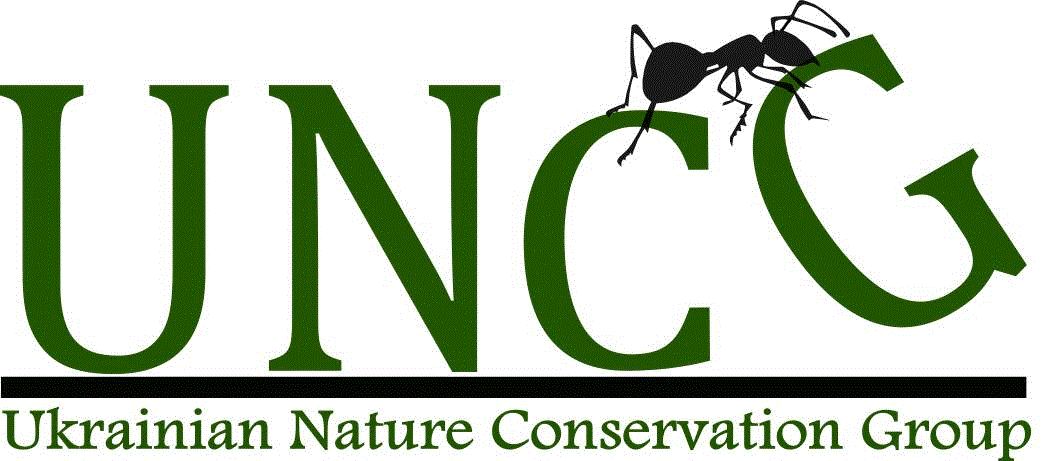

Символікою UNCG є логотип, розроблений у вигляді кольорового монохромного зображення.
Логотип Організації створений в англомовному варіанті. Зображає перші літери всіх чотирьох слів англомовної назви організації (UNCG), останню з яких несе мураха.
Задум логотипу полягає у налаштуванні учасників UNCG на тривалу кропітку роботу стратегічного характеру та готовність до непростих завдань (мураха підіймає непосильний вантаж, порівняно з власною вагою).

## Засновники
Засновниками UNCG виступили 9 науковців:
- Василюк Олексій Володимирович[2]
- Куземко Анна Аркадіївна[3]
- Коломицев Григорій Олександрович[4]
- Марущак Олексій Юрійович[5]
- Спінова Юлія Олексіївна[6][7]
- Біатов Антон Петрович[8]
- Вашеняк Юлія Анатоліївна[9]
- Артамонов Владислав Альбертович
- Мойсієнко Іван Іванович[10]

## Хронологія

### І етап. 2012—2017 роки
На І етапі організація була започаткована восени 2014 року, як неофіційна група на базі Відділу моніторингу та охорони тваринного світу Інституту зоології імені І. І. Шмальгаузена та Молодіжного відділення ВГО «Національний екологічний центр України». Учасники групи мали переконання що наука та громадська робота не мають достатньої взаємоінтеграції й існує потреба створення винятково експертної громадської організації природоохоронного спрямування.
Протягом 2014—2017 років організація діяла як неофіційна група (unofficial group) та залучалась в якості експертів до виконання спільних проєктів на партнерській основі.
За цей період, учасники організації започаткували рух проти необдуманого лісорозведення в степовій зоні України , першими почали говорити про негативний вплив будівництва вітряних електростанцій на природні екосистеми і власних виданнях UNCG, добились підписання Наказу Міністерства екології від 16.03.2015 № 80 «Про додаткові заходи щодо збереження територій та об'єктів природно-заповідного фонду», який забороняє проведення ралі та джипінгів на територіях природно-заповідного фонду; вивчали масштаби пожеж на природних територіях в зоні військового конфлікту на Сході України; з 2017 року традиційно долучались як партнери до конкурсу «Вікі Любить Землю»; долучились до розробки тексту Книги-мандрівки «Україна», що вийшла масовим тиражем напередодні новорічних свят 2017 року; розробили проєкт обласної цільової програми «Київщина заповідна», що була затверджена у 2017 році та передбачила створення 88 територій ПЗФ і виділення загалом на сферу заповідної справи на Київщині 20 млн грн.; в рамках семінару IPBES (Анталія, Туреччина, 1-3.03.2017) залучились до підготовки звіту щодо стану біорізноманіття та впливу сільського господарства на нього у Європі та Центральній Азії.
Також члени UNCG стали організаторами і учасниками двох вікіекспедицій — до Корсунь-Шевченківського району Черкаської області та до Мармароського заповідного масиву [Архівовано 25 березня 2016 у Wayback Machine.].

### ІІ етап. 2018-2022

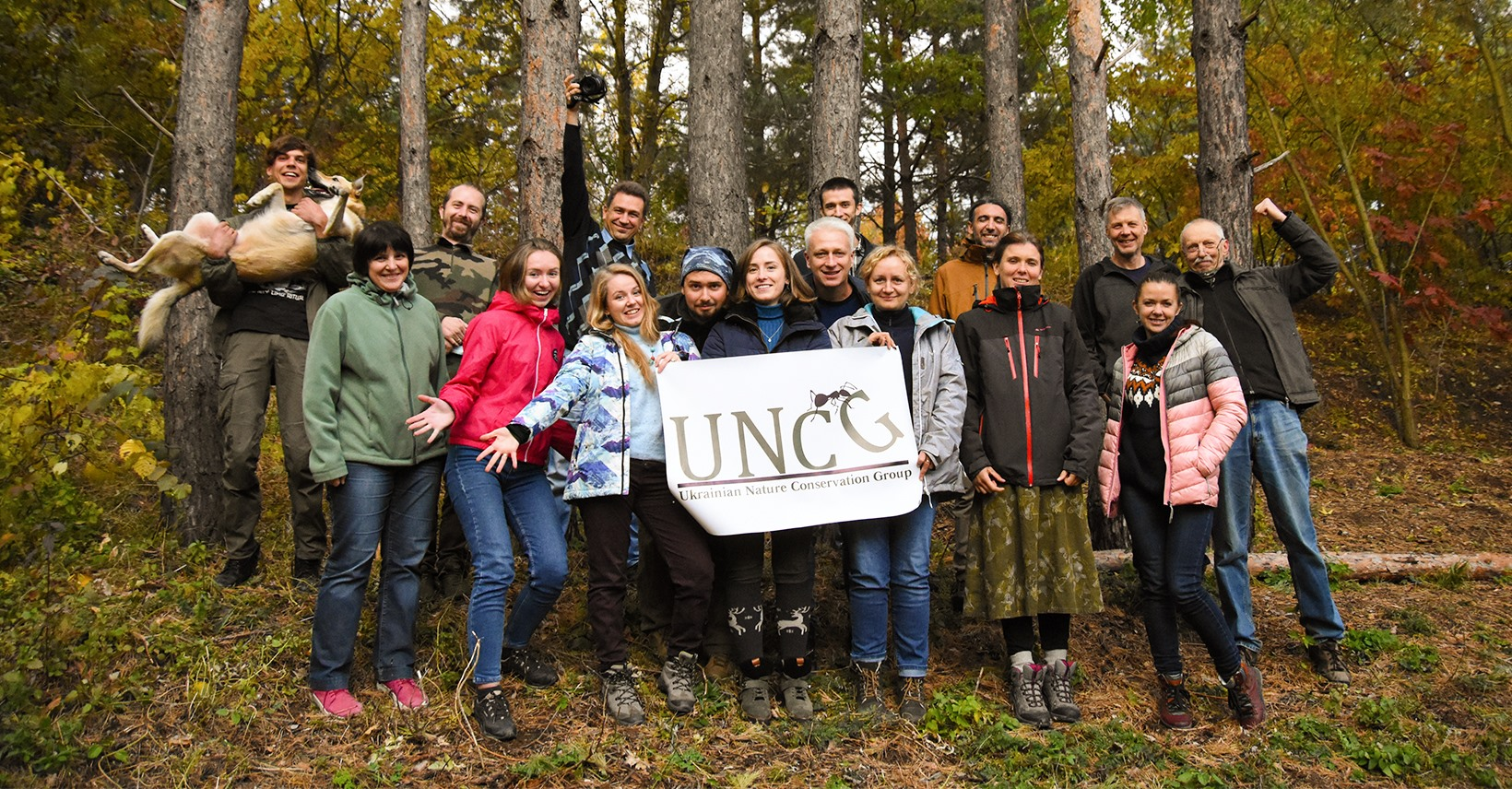
Учасники UNCG на зустрічі у жовтні 2021 р.

У 2018 році члени організації провели установчі збори (9 січня) та прийняли рішення про офіційну реєстрацію UNCG як неприбуткової громадської організації.
Державна реєстрація організації відбулась 16.03.2018 року.
Основними напрямками роботи організації після офіційної реєстрації стали:
- Створення та захист територій природно-заповідного фонду, допомога національним паркам та заповідникам, залучення до законодавчих розробок в сфері заповідної справи.
- Проєктування територій Смарагдової мережі та адвокатування їх на міжнародному рівні. Захист найважливіших територій Смарагдової мережі на міжнародних заходах Бернської конвенції.
- Стратегічний захист лісів через зміни у законодавстві та просвітницьку роботу з волонтерами та громадами.
- Боротьба із проєктами, що становлять загрозу дикій природі через участь в процедурі оцінки впливу на довкілля.

Одними з найважливіших активностей цього періода стала кампанія проти розорювапння останніх степів України, започаткування багаторічної програми моніторингу біорізноманіття на Київщині, до якої долучились понад 60 професійних біологів, створення онлайн-курсу про ліси для журналістів та активістів та інше.
За цей період учасники Організації розробили 203 обгрунтування створення територій Смарагдової мережі України, з яких 106 були затверджені Бернською конвенцією у 2019 році, а 147 - знаходяться на етапі погодження. Загальна площа цих територій - понад 4 млн гектарів. Також учасники UNCG стали авторами понад 60 клопотань створення нових територій природно-заповідного фонду, частина яких вже створена (в тому числі національні парки "Кам'янська січ", "Холодний яр" та "Нобельський". Загалом 2/3 всіх площ ПЗФ, створених в Україні у 2017—2018 роках — створені за обґрунтуваннями членів Організації. Долучились до розробки низки законодавчих актів, з яких найважливіший проєкт закону «Про території Смарагдової мережі» лишається неприйнятим досі., що зараз знаходиться на етапі затвердження в Уряді. Також 9 членів організації виступили авторами 6 національного звіту про виконання Рамкової конвенції ООН про охорону біологічного різноманіття.
Починаючи з лютого 2022 року, учасники UNCG тимчасово відклали більшість поточних актвностей і переключили зусилля на порятунок заповідних територій, що опинились в зоні бойових дій та окупації під час російсько-української війни, а також розпочали збір відомостей про екологічні наслідки російсько-української війни.

## Досягнення
Проєктування Смарагдової мережі
За 2017-2018 розроблено та подано на розгляд Бернської конвенції обгрунутвання щодо створення 106 території Смарагдової мережі, що були підтримані урядом України та згодом затверджені під час засідання Постійного комітету Конвенції 44-5 грудня 2019 року за номерами 272-377. Повний список їх всіх розміщений із вказаною нумерацією на сайті конвенції. [Архівовано 20 січня 2022 у Wayback Machine.]. Ще 147 нових території Смарагдової мережі площею близько 2,7 млн гектарів, що розроблені UNCG у 2019-2020 роках знаходяться на етапі затвердження та мають статус "номіновані державою".
Створення територій та об'єктів природно-заповідного фонду
Одним з основних напрямків діяльності членів UNCG є виявлення територій, перспективних для заповідання та підготовка наукових обґрунтувань на створення. За обґрунтуваннями членів UNCG створена низка територій природно-заповідного фонду: від закзаників до національних природних парків.
- Київська область

Створені в тому числі з участю членів групи Чорнобильський радіаціно-екологічний біосферний заповідник, а також за обгрунтуваннями членів групи заказники Бориспільські острови, Витоки річки Дніприк, Катеринин дуб, Оранський, Ковалівський яр, Стайківські обрії, Проців-Кілов, Зачарована Десна, Косівський, Ходосівський дуб, Яхнівський, Пролісок, Ревина гора, Бурковиця, Сухоліський, Невідомщина, Гайдамацьке болото, Чернинський, Гореницький, Городище «Городок», Хоцьківський, Астрагал, Чернечий ліс, Прибірський, Урочище Ярове.
- Житомирська область

Створено заказник Миропільський.
- Херсонська область

Створено в тому числі з участю членів групи національні природні парки Нижньодніпровський, Джарилгацький та «Олешківські піски», Кам'янська січ, заказники Карадай і Острів Каланчак.
- Місто Київ

Розширено Національний природний парк «Голосіївський» (приєднано ділянку «Біличанський ліс»), створено заказники Осокорківські луки та Солом'янський парк.
- Луганська область

Створені заказники Нагольний кряж, Балакирівський, Борсуча балка, Долина річки Юськіна, Долина річки Вишневецька, Нагольчанський, Вишневий, Кошарський, Міусинський, Міус-Фронт, Міусинське узгір'я, Кружилівський, Нижній суходіл, Ганнівський ліс, Гора Пристин.
- Донецька область

У Добропільському районі Донецької області створені ландшафтні заказники місцевого значення «Баранцевий Яр», «Воронцова Поляна», «Заплава р. Бик», «Криворізький», «Золотий байрак», та ботанічний заказник місцевого значення «Брандушкин Яр», ботанічні заказники «Мокроялинський» у Великоновосілківському та «Ступки-Голубовські-2» у Бахмутському районі, ландшафтні заказники місцевого значення «Караковський», «Приторський», «Галина гірка» та пам'ятка природи «Сичин дуб» у Покровському, «Соболівський ліс» у Слов'янському, «Олексина» та «Тарасівський» у Костянтинівському районі, а також 2 ландшафтні заказники у Волноваському районі Донецької області — «Урочище Донське ковилове» та «Калинівський», 5 ландшафтних заказників в Олександрівському районі: «Очеретине», «Маячка», «Яковлівські соснові насадження», «Староварварівські соснові насадження», «Староварварівський ліс». В межах Краматорської міської ради — Зміїна гора. У Нікольському районі Донецької області створені заказники Старченківський, Суженський, Балка Чернеча, Степ на Солоній, Караташ, Кальчицький ліс, Кальчицький-2, Чердакли а також заказники Крайнє, Середнє.
- Львівська область

Створено заказник Урочище Солониця.
- Автономна республіка Крим

Створено РЛП Узун-Сирт.
- Черкаська область

Створено національний природний парк Холодний яр та заказники Тясминські краєвиди і Лихолітський.
- Миколаївська область

Створено заказники Балка Зарубіна, Сухобалківський, Каталинський, Балка Глибока, Черталківський-2, Райдолинський степ, Веселинівські плавні, Міщанська балка, Каньйон річки Чичиклія, Сергіївський, Новобірзулівський, Христофорівські плавні, Лагодівський.
- Закарпатська область

Створено заказник Берег Закарпатського Моря.

## Представництво
Члени UNCG залучені до діяльності низки міжнародних робочих груп та організацій, є членами національних робочих груп та комісій, членами науково-технічних рад установ природно-заповідного фонду.
Колегіальні органи, створені державними установами України, до яких входять члени UNCG:
- Національна робоча група з охорони природи[40] (з 2015 р.)
- Координаційна рада з питань формування національної екомережі[41] (з 2010 р.)
- Постійна комісія Київської ОДА з питань заповідної справи та з питань створення національних парків[42] (з 2009 р.)
- Робоча група з питань розвитку заповідної справи (з 2016 р.)[43]
- Робочої група щодо координації діяльності під час військових навчань та інших дій підрозділів Міністерства оборони України на територіях природно-заповідного фонду (з 2017 р.)[44]
- Басейнова рада Середнього Дніпра[45].
- Робоча група з формування змін законодавства про природно-заповідний фонд.
- Басейнова рада Сіверського Дінця та нижнього Дону
- Національна комісія з питань Червоної книги України при Академії наук України
- Національна комісія з питань захисту диких тварин України
- Наукова рада Міністерства освіти і науки України, секція охорони навколишнього середовища
- Координаційна рада при Херсонській обласній державній адміністрації з питань природно-заповідної справи
- Міжвідомча робоча група щодо інвазійних чужорідних видів при Міністерстві екології та природних ресурсів України
- Комісія з питань біорізноманіття і природоохоронних територій Басейнової ради Південного Бугу
- Робоча група Черкаської ОДА з вивчення питань присвоєння урочищу «Холодний Яр» статусу Національного природного парку
- Робоча група Черкаської ОДА з вивчення питання створення національного природного парку «Середньодніпровський»
- Робоча група Черкаської ОДА з розробки Стратегії розвитку Черкаської області на період до 2027 року та планів її реалізації
- Громадська рада при Державному агентстві управління Зоною відчуження ЧАЕС

Установи природно-заповідного фонду, до науково-технічних рад яких входять члени UNCG:
- Національний природний парк «Слобожанський» (з 2012 р.),
- Національний природний парк «Дворічанський» (з 2018 р.),
- Національний природний парк «Голосіївський» (з 2016 р.),
- Національний природний парк «Меотида» (з 2016 р.) (Донецька область),
- Національний природний парк «Джарилгацький» (з 2016 р.),
- Поліський природний заповідник (з 2016 р.).
- Національний природний парк «Кармелюкове Поділля» (з 2013 р.)
- Національний природний парк «Деснянсько-Старогутський»
- Національний природний парк «Олешківські піски»
- Національний природний парк «Нижньодніпровський»
- Національний природний парк «Гомільшанські ліси»
- Національний природний парк «Білобережжя Святослава»
- Біосферний заповідник «Асканія-Нова»
- Національний природний парк «Бузький Гард»
- Природний заповідник «Єланецький степ»
- Національний природний парк «Подільські Товтри»

Міжнародні організації, до яких входять члени UNCG:
- Eurasian Dry Grassland Group [Архівовано 22 січня 2018 у Wayback Machine.] (індивідуально 8 членів)
- International Association for Vegetation Science[46] (з 2008 р.)
- European Vegetation Survey (p 2008)
- European Vegetation Classification Committee (EVCC) (з 2017)
- Societas Europaea Herpetologica (з 2019)
- Соціально-Екологічний Союз (з 2019)
- International Ocean Institute (IOI), Ocean Ambassador (з 2019)
- Global Waste Cleaning Network (з 2021)

Тимчасові комісії та групи в громадському секторі, до яких входять члени UNCG:
- Журі конкурсу «Вікі Любить Землю» (2014—2021)
- Журі конкурсу «Вікі Любить пам'ятки» (2020—2021)

Редакційні колегії періодичних видань
- Редакційна колегія журналу «Степной бюллетень» з 2010 р.)
- Редакційна колегія Бюлетеню Eurasian Dry Grassland Group [Архівовано 22 січня 2018 у Wayback Machine.]
- Редакційна колегія проєкту «Україна. Книга-мандрівка»[47].

Редакційна колегія журналу “Palearctic grasslands” з 2017 р.
- Редакційна колегія журналу “Чорноморський ботанічний журнал”
- Редакційна колегія журналу “https://vcs.pensoft.net/ (VCS)” з 2019 р. [Архівовано 3 грудня 2021 у Wayback Machine.]
- Редакційна колегія журналу “Biologia” з 2017 р.
- Редакційна колегія журналу “Acta Botanica Hungarica ” з 2016 р.
- Редакційна колегія журналу “Вісник Черкаського університету. Серія “Біологічні науки”

Асоціації громадських організацій, до яких входять члени UNCG:
- Українська кліматична мережа

## Видання UNCG
Одним з напрямків роботи Української природоохоронної групи є підготовка та видання публікацій, присвячених питанням охорони природи в Україні. Всі публікації розміщені [Архівовано 24 листопада 2021 у Wayback Machine.] на сайті організації і частина їх опубліковано під ліцензією CC BY-SA 4.0.
Наразі підготовлено понад 70 різних видань – від буклетів і до великих збірок обсягом понад 800 сторінок, або й багатотомної антології про заповідник Асканія-Нова обсягом у кілька тисяч сторінок. Всі ці видання покликані зберегти наукові знання, важливі для охорони природи. Важливо відзначити, що частина видань носить джерелознавчий характер або відновлює стародруки природоохоронної тематики. Особливе місце посідають видання збірок оригінальних авторських знахідок видів флори і фауни, занесених до Червоної книги України (завдяки  цим виданням для підготовки нового видання Червоної книги України було зібрано інформацію про 60000 достовірних зустрічей із рідкісними видами рослин та тварин).

### Серія «Conservation Biology in Ukraine»
Серія збірок наукових праць під загальною назвою «Conservation Biology in Ukraine [Архівовано 24 листопада 2021 у Wayback Machine.]» була започаткована з метою стимулювати наукові та природоохоронні установи до збільшення кількості публікацій, присвячених практичним питанням охорони природи. Однією з найбільших проблем природоохоронних конференцій є недоступність їхніх матеріалів широкому колу читачів. Щороку у національних парках і заповідниках проводяться наукові конференції, проте ніхто не проводить збір всіх зазначених публікацій. Зазвичай їх немає і в бібліотеках (в тому числі наукових). Рейтинг таких видань вкрай низький, адже практично неможливо посилатись на недоступні публікації. Члени UNCG у 2017 році виступили з ініціативою допомагати у підготовці макетів публікацій організаторам регіональних та тематичних наукових заходів та поєднання
2017
1. Мережа NATURA 2000 як інноваційна система охорони рідкісних видів та оселищ в Україні // Матеріали науково-практичного семінару (м. Київ, 15 лютого 2017 р.) / Серія: «Conservation Biology in Ukraine». — вип. 1. — Київ, 2017. — 240 с.
2. Заповідна справа у степовій зоні україни (до 90-річчя від створення надморських заповідників) // Праці Всеукраїнської науково-практичної конференції (с. урзуф, 14-15 березня 2017 року) / серія: «Conservation Biology in Ukraine». — Вип. 2, т. 1. — Київ, 2017. — 304 с.
3. Заповідна справа у степовій зоні україни (до 90-річчя від створення надморських заповідників) // Праці Всеукраїнської науково-практичної конференції (с. урзуф, 14-15 березня 2017 року) / Серія: «Conservation Biology in Ukraine». — Вип. 2, т. 2. — Київ, 2017. — 336 с.
4. Матеріали V Наукових читань пам'яті Сергія Таращука (м. Миколаїв, 21 квітня 2017 року) / Серія: «Conservation Biology in Ukraine». — Вип. 3, — Київ, 2017. — 86 с.
5. Природна та історико-культурна спадщина району заповідника «Кам'яні Могили» (до 90-річчя від створення заповідника «кам'яні могили») // Наукові праці всеукраїнської науково-практичної конференції (с. Назаровка, донецька область, 25-27 травня 2017 року) / праці відділення «кам'яні могили» УСПЗ НАН україни. — вип. 4./ Серія: «Conservation Biology in Ukraine». — вип. 4. — Київ, 2017. — 332 с.
6. Сучасний стан та охорона природних комплексів в басейні Сіверського Дінця // Матеріали науково-практичної конференції з нагоди 20-річчя створення національного природного парку «Святі Гори» (21-22 вересня 2017 року) / Серія: «Conservation Biology in Ukraine». — Вип. 5. — Святогірськ, 2017. — 170 с.

2018
1. Богомаз М. В., Василюк О. В., Заворотна Г. В., Кучма Т. Л., Некрасова О. Д., Перегрим М. М., Плига А. В., Полянська К. В., Пішняк Д. В., Прекрасна Є. П. Проектований національний природний парк «Приірпіння та Чернечий ліс», видання 2-ге, доповнене і перероблене (під ред. Є. Прекрасної) / Серія: «Conservation Biology in Ukraine». — вип. 7. — К.: UNCG, Інститут зоології ім. І. І. Шмальгаузена. — 2018. — 80 с.
2. Котенко Тетяна Іванівна. Публікації про охорону природи Степової зони України / Серія: «Conservation Biology in Ukraine». — Вип. 9. — Київ, 2018. — 426 с.
3. Матеріали до 4-го видання Червоної книги України. Тваринний світ / Серія: «Conservation Biology in Ukraine». – Вип. 6, Т. 1. – Київ, Інститут зоології імені І. І. Шмальгаузена НАН України, 2018. – 438 с.
4. Матеріали до 4-го видання Червоної книги України. Тваринний світ / Серія: «Conservation Biology in Ukraine». – Вип. 6, Т. 2. – Київ, Інститут зоології імені І. І. Шмальгаузена НАН України, 2018. – 450 с.
5. Матеріали до 4-го видання Червоної книги України. Тваринний світ. (Серія: «Conservation Biology in Ukraine». – Вип. 7, Т. 3.). – Київ, 2019. – 416 с.
6. Природно-заповідний фонд Донецької області: бібліографічний покажчик літератури /Упор. Василюк О. В., Ластікова Л. М. / Серія: «Conservation Biology in Ukraine». – Вип. 8. – К:,LAT & K, 2018 – 216 с.
7. «Михайлівська цілина»: законодавчі акти, архівні документи (До 90-ліття з дня заснування природного заповідника «Михайлівська цілина») / Серія: «Conservation Biology in Ukraine». – Київ, 2018. – 40 с.
8. Заповідна справа у Степовій зоні України (до 50-річчя створення Луганського природного заповідника, 70-річчя Стрільцівського степу, 10-річчя Трьохізбенського степу і 90-річчя Провальського степу) / серія: «Conservation Biology in Ukraine». – вип. 10. – к:, видавець Бихун В. Ю., 2018. – 350 с.

2019
1. Знахідки рослин і   Червоної книги та Бернської конвенції (Резолюція 6). – Т. 1 / наук. ред. А. А. Куземко. – Київ – Чернівці : Друк Арт, 2019. – 496 с. – (Серія: «Conservation Biology in Ukraine» ; вип. 11).
2. Пам’ятки природоохоронної літератури України. Антологія українських видань, присвячених охороні природи початку XX століття (1914-1932) / Серія: «Conservation Biology in Ukraine». – Вип. 12. – Київ: LAT & K, 2019. – 330 с.
3. «Біорізноманіття степової зони України: вивчення, збереження, відтворення» (з нагоди 10-річчя створення національного природного парку «Меотида») // Праці науково-технічної конференції (с.Урзуф, 16-18 жовтня 2019 року) / Серія «Conservation Biology in Ukraine». – Вип. 13 – Слов’янськ: Видавництво «Друкарський двір», 2019. – 316 с.
4. Михайло Юхимович Михалко. Автобіографія: політична та екологічна / Серія: «Conservation Biology in Ukraine». – Вип. 14. – Київ, 2019. – 64 с.
5. Асканія-Нова. Антологія публікацій та друкованих видань (1845-1945). Том 1: 1845-1922 / упоряд. О. Василюк, Л. Ластікова, В. Пархоменко ; наук. ред. В. Гавриленко. – Київ – Чернівці : Друк Арт, 2019. – 560 с. – (Серія: «Conservation Biology in Ukraine». – Вип. 15).

2020
1. Асканія-Нова. Антологія публікацій та друкованих видань (1845-1945). Том 2: 1923-1925 / упоряд. О. Василюк, Л. Ластікова, В. Пархоменко ; наук. ред. В. Гавриленко. – Київ – Чернівці : Друк Арт, 2020. – 544 с. – (Серія: «Conservation Biology in Ukraine». – Вип. 15)
2. Асканія-Нова. Антологія публікацій та друкованих видань (1845-1945). Том 3: 1926-1927 / упоряд. О. Василюк, Л. Ластікова, В. Пархоменко ; наук. ред. В. Гавриленко. — Київ – Чернівці : Друк Арт, 2020. — 392 с. — (Серія «Conservation Biology in Ukraine». — Вип. 15)
3. Асканія-Нова. Антологія публікацій та друкованих видань (1845-1945). Том 4: 1928 / упоряд. О. Василюк, Л. Ластікова, В. Пархоменко ; наук. ред. В. Гавриленко. – Київ – Чернівці : Друк Арт, 2020. – 672 с. – (Серія: «Conservation Biology in Ukraine». – Вип. 15)
4. Асканія-Нова. Антологія публікацій та друкованих видань (1845-1945) у 7-ми томах. Том 5: 1929-1931/ Упор. О. Василюк, Л. Ластікова, В. Пархоменко. Серія: «Conservation Biology in Ukraine». – Вип. 18. – Київ, 2020. – 432 с.Моніторинг та охорона біорізноманіття в Україні : Рослинний світ та гриби / Серія: «Conservation Biology in Ukraine». – Вип. 16. Т. 1. – Київ; Чернівці : Друк Арт, 2020. – 280 с.
5. Моніторинг та охорона біорізноманіття в Україні : Тваринний світ / Серія: «Conservation Biology in Ukraine». – Вип. 16. Т. 2. – Київ; Чернівці : Друк Арт, 2020. – 248 с
6. Моніторинг та охорона біорізноманіття в Україні : Прикладні аспекти моніторингу та охорони біорізноманіття / Серія: «Conservation Biology in Ukraine». – Вип. 16. Т. 3. – Київ; Чернівці : Друк Арт, 2020. – 528 с.
7. Моніторинг та охорона біорізноманіття в Україні : Рослинний світ та гриби / Серія: «Conservation Biology in Ukraine». – Вип. 16. Т. 1. – Київ; Чернівці : Друк Арт, 2020. – 280 с.
8. Грама Віктор Микитович: ентомолог, історик, природоохо-ронець (нарис біографії на честь 83-річчя) / В. В. Пархоменко ; Серія: «Conservation Biology in Ukraine». – Вип. 17. – Київ ; Чернівці : Друк Арт, 2019. – 96 с. : іл.
9. Знахідки видів рослин, тварин та грибів, що знаходяться під охороною, в Україні. (Серія: «Conservation Biology in Ukraine». – Вип. 18.). Вінниця : ТВОРИ, 2020. 704 с.

2021
1. Матеріали до Атласу ссавців України / Серія: «Conservation Biology in Ukraine». – Вип. 20. – Київ, 2021. – 240 с.
2. Будівництво внутрішнього водного шляху Е40 на території Республіки Білорусь: екологічні ризики для України / О. В. Василюк, В. В. Пархоменко, А. В. Варуха. – Київ ; Чернівці : Друк Арт, 2021. – 64 с. – (Серія: «Conservation Biology in Ukraine». – Вип. 21)
3. Романь А. М. Каталог колекції риб Зоологічного музею Ніжинського державного університету імені Миколи Гоголя. Круглороті і риби / А. М. Романь, П. М. Шешурак. – Серія: «Conservation Biology in Ukraine». – Вип. 22. – Київ, Чернівці : Друк Арт, 2021. – 56 с.
4. Василюк О. Державний заповідник Дніпрової пійми «Конча-Заспа». Сторічна історія боротьби за збереження заплавини у середній течії ріки Дніпра (1921-2021). Том 1 / Олексій Василюк. – Київ–Чернівці : Друк Арт, 2021. 240 с.
5. Василюк О. Як зміниться клімат, якщо посадити мільярд дерев? / Олексій Василюк. Київ ; Чернівці : Друк Арт, 2021. 40 с.
6. Поширення раритетних видів біоти в  Україні / Серія: «Conservation Biology in Ukraine». – Вип. 23.– Київ; Чернівці : Друк Арт, 2021 (готується до друку, близько 400 стор.)

2023
1. Скоробогатов В.М., Сплодитель А.О., Мойсієнко І.І., Василюк О.В., Романенко М.М., Редінов К.О., Костюшин В.А., Пархоменко В.В., Гуштан Г.Г.,  Русін М.Ю., Марущак О.Ю., Некрасова О.Д., Сон М.О., Артамонов В.А., Легкий С.В., Єрофєєва М.О., Лавріненко К.В. # # # # Поствоєнний розвиток природно-заповідного фонду Миколаївщини. –  Миколаїв - Київ - Чернівці : Друк Арт, 2023. – 224 с. (Серія: «Conservation Biology in Ukraine». – Вип. 33)
2. Літопис природи Національного природного парку «Голосіївсь-кий» / наук. ред. О. І. Прядко, І. В. Скільський, О. В. Василюк. – Чернівці : Друк Арт, 2023. – Т. ХІV (2021). – 176 с. : іл. (Серія: «Літопис природи». – Вип. 1).
3. Літопис природи Національного природного парку «Голосіївсь-кий» / наук. ред. О. І. Прядко, І. В. Скільський, О. В. Василюк. – Чернівці : Друк Арт, 2023. – Т. ХV (2022). – 144 с. : іл. (Серія: «Літопис природи». – Вип. 2)
4. Знахідки чужорідних видів рослин та тварин в Україні. (Серія: «Conservation Biology  in Ukraine». – Вип. 29). – Київ; Чернівці : Друк Арт, 2023. 520 с.

2024
1. Василюк О. В., Філюта К.О., Шаповал В.В. Допомога громадських організацій установам природно-заповідного фонду України в умовах повномасштабної війни.  Київ; Чернівці : Друк Арт, 2024. – 80 с.
2. Асканія-Нова. Антологія публікацій та друкованих видань (1845-1945) у 7-ми томах. Том 6: 1932-1937 / упоряд. О. Василюк, В. Пархоменко ; наук. ред. В. Шаповал. – Київ – Чернівці : Друк Арт, 2024. – 624 с.
3. Асканія-Нова. Антологія публікацій та друкованих видань (1845-1945) у 7-ми томах. Том 7: 1938-1945 / упоряд. О. Василюк, В. Пархоменко ; наук. ред. В. Шаповал. – Київ – Чернівці : Друк Арт, 2024. – 392 с.
4. Василюк О.В. Державний заповідник Дніпрової пійми «Конча-Заспа». Антологія публікацій (1895–2001). Т. 2. Київ–Чернівці : Друк Арт, 2024. 800 с.
5. Василюк О.В. Микола Шарлемань: напровесні охорони природи. Вид.2-ге., доп. Київ-Чернівці: Друк Арт, 2024. 684 с.
6. Поширення раритетного біорізноманіття в Україні. – Київ ; Чернівці : Друк Арт, 2024. – 472 с.

### Серія «50 рідкісних рослин»
Серія [Архівовано 24 листопада 2021 у Wayback Machine.] започаткована з ініціативи українського ботаніка Микити Перегрима та включає регіональні огляди рідкісних видів рослин у контексті однієї області.
Кожен з атласів включає відомості про 50 видів рослин, поширених на території однієї області, що потребують охорони, та актуальні відомості про їх поширення. Атлас розрахований на зацікавлених школярів, вчителів, студентів, краєзнавців та інших жителів області, що бажають вивчати природу рідного краю. Для включення у це видання відібрані лише такі види рослин, що можуть бути достовірно впізнані школярами. За задумом, поширення інформації про рідкісні види рослин, які легко упізнати, повинно зменшити кількість випадків їх знищення, а також долучити широке коло громадськості до збору наукових відомостей про поширення зникаючих видів рослин.
Особливістю видань серії є дуже високий рівень достовірності картографічних матеріалів, що включають лише ті місцезнаходження видів, що дійсно підтверджені авторами.
1. 50 рідкісних рослин Луганщини. Атлас-довідник / Перегрим М., Василюк О., Ширяєва Д., Коломицев Г. — К.: «Веселка», 2014. 60 с.
2. 50 рідкісних рослин Донеччини. Атлас-довідник / Перегрим М., Василюк О., Бронсков О., Бронскова О., Ширяєва Д., Спінова Ю., Коломицев Г., Марущак О., Оскирко О., — К.: LAT & K., 2017. — 64 с.
3. 50 рідкісних рослин Черкащини. Атлас-довідник / Олексій Василюк, Анна Куземко, Оксана Спрягайло, Олександр Спрягайло, Галина Чорна, Василь Шевчик, Дарія Ширяєва. – Черкаси, 2018. – 60 с.
4. 50 рідкісних рослин Сумщини. Атлас-довідник / Сергій Панченко, Вікторія Іванець. – Чернівці : Друк Арт, 2019. – 64 с.

### Серія «Екосистемні послуги»
Серія [Архівовано 24 листопада 2021 у Wayback Machine.] започаткована у 2020 році з метою популяризації в Україні теми екосистемних послуг.
1. Василюк О., Ільмінська Л. Екосистемні послуги: огляд. Чернівці: Друк-Арт, 2020. - 84 с.
2. Ільмінська Л. Запилення рослин комахами. Екосистемні послуги. Чернівці: Друк-Арт, 2020. - 28 с.
3. Олексій Василюк, Альона Варуха, Анна Куземко, Іван Мойсієн-ко,Григорій Коломицев, Олександр Спрягайло, Катерина Лавріненко, ІгорСіренко, Ольга Чусова, Соф’я Садогурська, Олеся Безсмертна. Екосистемний добробут: методика обрахунку екосистемнихЕ45 послуг непрямими методами. – Чернівці : Друк Арт, 2023. – 184 с.

### Серія: «Emerald Network in Ukraine»
В Україні надзвичайно мало поширюється інформація про зміст мережі Емеральд (Смарагдової мережі), її проєктування, європейський досвід. Не видані українською  майже всі дотичні до цього питання акти міжнародного законодавства, що є чинними в Україні та зовсім не відомі українцям. 
2017
1. Залучення громадськості та науковців до проектування мережі Емеральд (Смарагдової мережі) в Україні / Полянська К.В., Борисенко К.А., Павлачик П. (Paweł Pawlaczyk), Василюк О. В., Марущак О. Ю., Ширяєва Д. В., Куземко А. А., Оскирко О. С. та ін. / під ред. д.б.н. А.Куземко. – Київ, 2017. – 304 с.
2. Тлумачний посібник оселищ Резолюції №4 Бернської конвенції, що знаходяться під загрозою і потребують спеціальних заходів охорони. Перша версія адаптованого неофіційного перекладу з англійської (третього проєкту офіційної версії 2015 року) / А. Куземко, С. Садогурська, О. Василюк. – Київ, 2017. – 124 с.

2019
1. Василюк О., Борисенко К., Куземко А., Марущак О., Тєстов П., Гриник Є. Проектування і збереження територій мережі Емеральд (Смарагдової мережі). Методичні матеріали / Кол. авт., під ред. Куземко А. А., Борисенко К. А. – Київ: «LAT & K», 2019. – 78 с.
2. Території, що пропонуються до включення у мережу Емеральд (Смарагдову мережу) України («тіньовий список», частина 2) / Кол. авт., під ред. Борисенко К. А., Куземко А. А. – Київ: «LAT & K», 2019. – 234 с.

2020
1. Території, що пропонуються до включення у мережу Емеральд (Смарагдову мережу) України ("тіньовий список", частина 3) / кол. авт. за ред. Василюка О.В., Куземко А,А., Коломійчука В.П., Куцоконь Ю.К. - Чернівці: Друк Арт, 2020. 408с.
2. Стратегія біорізноманіття ЄС до 2030 року: Повернення природи у наше життя. Звернення Комісії до Європейського Парламенту, Ради, Європейського Економічно-Соціального Комітету та Комітету Регіонів (не- офіційний адаптований переклад українською) / пер. з англ. О. Осипенко; ред. та адапт. А. Куземко та ін. — Чернівці : Друк Арт, 2020. — 36 с.

2021
1. Гриник Є., Василюк О., Романов П., Кученко Б., Куземко А., Кавурка В., Мартинов О., Куцоконь Ю., Некрасова О., Марущак О., Вітер С., Брусенцова Н., Русін М., Годлевська Л., Борисенко К. Оцінка впливу на довкілля (ОВД) проектів на територіях мережі Емеральд / О-93 Кол. авт., за ред. Борисенко К. А. – Чернівці : Друк Арт, 2021. – 240 с.
2. Рішення постійного комітету Конвенції про охорону дикої флори та фауни і природних оселищ в Європі, затверджені 3-6 грудня 2019 року, що стосуються України (неофіційний адаптований переклад українською) / пер. з англ. А. Куземко, А. Недря, Ю. Вашеняк, М. Руднєв; ред. та адапт. Д. Болдирева. – Чернівці : Друк Арт, 2021. – 88 с.

### Інші видання UNCG
2015
1. Василюк О., Прекрасна Є., Кривохижа М., Норенко К., Ставчук І., Конеченков А. Як будувати ВЕС з найменшою шкодою для природи? К.: НЕЦУ, ЕКГ «Печеніги», Українська вітроенергетична асоціація, 2015. — 4 с.
2. Вітряні електростанції та зміни клімату / Василюк О., Кривохижа М., Прекрасна Є., Норенко К. — К.: UNCG, 2015. 32 c.

2016
1. Богомаз М. В., Василюк О. В., Заворотна Г. В., Кучма Т. Л., Некрасова О. Д., Перегрим М. М.,Плига А. В., Полянська К. В., Пішняк Д. В., Прекрасна Є. П. Проектований національний природний парк «Приірпіння та Чернечий ліс» (під ред. Є.Прекрасної). — К.: UNCG, Інститут зоології ім. І. І. Шмальгаузена. — 2016. — 76 с., з дод.

2017
1. Національний природний парк «Джарилгацький» / Шапошникова А. О., Мойсієнко І. І. під. ред. Прекрасної Є. П., Василюка О. В. — К.:UNCG, 2017. — 16 с.
2. Національний природний парк «Меотида» / Бронскова О. М., Бронсков О. І., Долгова Н. А., під ред. Є.Прекрасної. — К.:UNCG, 2017. — 16 с.
3. Національний природний парк Приазовський / Коломійчук В. П., Демченко В. О., під редакцією Є. Прекрасної.- К.:UNCG, 2017. — 16 с.
4. Регіональна програма розвитку природно-заповідного фонду київської області «Київщина заповідна» на 2017—2020 роки (науково-практичний коментар)/під ред. Василюк О., Норенко К. — київ: UNCG. — 2017. — 36 с.
5. Обґрунтування створення охоронної природно-історичної зони «Подесення» / Полянська К. В., Колінько В. В., Василюк О. В., Вітер С. Г., Прекрасна Є. П., Ширяєва Д. В., Скорход В. М., Некрасова О. Д. ― Київ, 2017. ― 190 с.
6. Василюк О. В. Стан відображення в програмних документах України та статус реалізації положень Конвенції ООН про охорону біологічного різноманіття АНАЛІТИЧНИЙ ЗВІТ. Жовтень 2017. ПРООН, 2017. — 86 с.
7. Степові ландшафти Донецької та Луганської областей (просвітницьке науково-популярне видання) / Бурковський О. П., Василюк О. В., Єрьомін В. О., Коломицев Г. О. — Київ, 2017. — 40 с.
8. Куземко А. А., Василюк О. В., Спрягайло О. В., Костюшин В. А., Ширяєва Д. В., Некрасова О. Д., Гаврилюк М. Н., Годлевська Л. В., Ребров С. В. Проектований Національний природний парк «Гірський Тікич». — К., 2017. — 16 с.

2018
1. Національний природний парк «Меотида» (фотоальбом) / Князєва Т., Бронскова О.- К., 2018.- 28 с.

2019
1. Чилярецький П., Паславська А. Посібник з оцінки впливу вітроелектростанцій на птахів (адаптований переклад з польської). – Київ, 2019. – 24 с.

2021
1. Курсы по подготовке руководителей для ведения экскурсий с детьми в природу, устроенные в Киеве с 28-го апреля по 15-ое мая 1915 г. Киевским Орнитологическим Обществом имени К. Ф. Кесслера : сборник статей В. М. Артоболевского, Д. Е. Белинга, прив.-доц. В. И. Казановского, В. Н. Лучника, Н. А. Троицкого и Э. В. Шарлемана / ред. В. М. Артоболевский. Киев : Типография А. И. Гросман, 1915. 84 с. С 11 рис. на отд. таблицах и 2 рис. в тексте / Репринт з передм. О. В. Василюка, В. В. Пархоменка. Чернівці : Друк Арт, 2021. 216 с.
2. Емерсон Ральф Волдо. Природа (1836) / Ральф Волдо Емерсон ; пер. з англ. Марії Чернишенко. – Чернівці : Друк Арт, 2021. – 96 с.

### Видання інших організацій, підготовлені експертами UNCG
2015
1. Виявлення територій, придатних для оголошення об'єктами природно-заповідного фонду / Олексій Василюк, Анастасія Драпалюк, Григорій Парчук, Дарія Ширяєва. За заг. редакцією Олени Кравченко — Львів, 2015, 80 с.

2018
1. Національний каталог біотопів України. За ред. А.А. Куземко, Я.П. Дідуха, В.А. Онищенка, Я. Шеффера. – К.: ФОП Клименко Ю.Я., 2018. – 442 с.
2. Смарагдова мережа Донецької області / Василюк О.В., Спінова Ю.О., Садогурська С.С., Бронскова О.М., Казарінова Г.О., Бронсков О.І., Гончаров Г.Л., Чусова О.О., Яроцька М.О, Куземко А.А., Вашеняк Ю.А., Щерба Ю. — Харків, 2018. — 104 с.

2020
1. Мойсієнко І. І., Ходосовцев О. Є., Пилипенко І. О., Бойко М. Ф., Мальчикова Д. С., Клименко В. М., Пономарьова А. А., Захарова М. Я., Дармостук В. В. Перспективні заповідні об’єкти Херсонської області. Херсон: Видавничий Дім «Гельветика», 2020. 166 с.
2. Вплив (не)допустимий: як покращити оцінку впливу рубок на довкілля? Аналітична записка. Львів: ЕПЛ, UNCG, 2020. - 38 с.
3. Дорожня карта кліматичних цілей України 2030. Київ: Екодія, 2020. 20 с.
4. Вразливість до зміни клімату та кліматичні цілі Запоріжжя і області. Запоріжжя: Екосенс, 2020. 24 с.

2021
1. Втрачені об’єкти та території природно-заповідного фонду / за ред. О. В. Василюка, О. В. Кравченко, О. С. Оскирко. Львів : Видавництво «Компанія “Манускрипт” », 2020. 668 с.
2. Наукові праці Екологічної дослідницької станції «Глибокі Балики». Біорізноманіття Ржищівської міської об’єднаної територіальної громади  / за ред. А. Куземко, Ю.  Куцоконь, О. Василюка. — Вип. 1. — Чернівці : Друк Арт, 2021. — 364 с.
3. Гриник Є. Дерева не вміють кричати. Як несталість та беззаконня знищують ліси Українських Карпат.«Free Svydovets», 2021. 58 с.
4. Yehor Hrynyk. Trees cannot scream. How unsustainability and illegality are destroying the forests of the Ukrainian Carpathians. «Free Svydovets», 2021. 58 с.
5. Наукові праці Екологічної дослідницької станції «Глибокі Балики». Біорізноманіття Ржищівської міської об’єднаної територіальної громади  / за ред. А. Куземко, Ю.  Куцоконь, О. Василюка. — Вип. 2. — Чернівці : Друк Арт, 2021.  (готується до друку, близько 300 стор.)

2022
1. Атлас трав’яних біотопів України За заг. ред. д.б.н. А.А. Куземко. Авторський колектив: Куземко А.А., Буджак В.В., Вашеняк Ю.А., Винокуров Д.С., Дідух Я.П., Дзюба Т.П., Ємельянова С.М., Кучер О.О., Мойсієнко І.І., Токарюк А.І., Ходосовцев О.Є., Чорней І.І., Чусова О.О., Шаповал В.В., Ширяєва Д.В., Балашов І.О., Брусенцова Н.О., Василюк О.В., Вітер С.Г., Гаврилюк М.Н., Геряк Ю.М., Корнєєв В.О., Марущак О.Ю., Некрасова О.Д., Русін М.Ю. – Чернівці : Друк Арт, 2022. – 226 с. : іл.
2. Наукові праці Екологічної дослідницької станції «Глибокі Балики», відокремленого підрозділу ГО «МЕУ». Біорізноманіття Ржищівської міської об’єднаної територіальної громади / за ред. А. Куземко, Ю. Куцоконь, О. Василюка. – Чернівці: Друк Арт, 2023. – Вип. 3. – 160 с.2. Поширення раритетних видів біоти в  Україні / Серія: «Conservation Biology in Ukraine». – Вип. 23.– Київ; Чернівці : Друк Арт, 2022. 446 с.

2024
1. Наукові праці Екологічної дослідницької станції «Глибокі Балики», відокремленого підрозділу ГО «МЕУ». Біорізноманіт тя Ржищівської міської об’єднаної територіальної громади / наук. ред. А. Куземко, Ю. Куцоконь, О. Василюк. – Чернівці : Друк Арт, 2024. – Вип. 4. – 208 с.

### Фотоальбоми та буклети
2017
1. Національний природник парк "Джарилгацький". К., 2017
2. Національний природник парк "Приазовський". К., 2017
3. Національний природник парк "Меотида". К., 2017

2018
1. Луганський природний заповідник. Фотоальбом. Мороз В. А., Боровик Л. П., Гузь Г. В., Сова Т. В., Василюк О. В. - К. UNCG, 2018. - 52 с.
2. Князева Т., Бронскова О. Національний природник парк "Меотида”. - К. UNCG, 2018
3. Рідкісні рослини відслонень долини річки Дністер (Плакат, PDF) 2018
4. Рідкісні види відслонень долини річки Дністер (Буклет, PDF) 2018
5. Дністровський каньйон – перспективний елемент мережі Натура 2000 в Україні (Буклет, PDF) 2018

2019
1. Полянська К., Василюк О. Норенко К. Свидовець та Боржава. Фотоальбом. К.2019, 28 с. h
2. Мойсієнко І. Національний природник парк "Кам'янська Січ” - К. UNCG, 2019
3. Мойсієнко І., Садова о.,  Лазарева А., Роман Є. Національний природник парк "Олешківські піски” - К. UNCG, 2019
4. Русанова А. Календар 2020: “Нерукотворні скарби України”. Харків, 2019.
5. Лиманський С. Відділення Українського степового природного заповідника "Крейдова флора". - К. UNCG, 2019

2020
1. Брусенцова Н., Шумілова А. Національний природник парк “Слобожанський”. - К. UNCG, 2020
2. Оскирко О. Герпетовауна степової зони екокоридору р. Південний Буг. Буклет. К. 2020.
3. Бурковський О. Останні степи України.  - К., 2020

2020
1. Ільмінська Л. Зелена скарбниця Буцької громади. Проектований ботанічний заказник “Волошковий”. Київ, 2021. 28 с.
2. Скоробогатов В. Степові перлини Прибужанівської та Веселинівської громад. Чернівці, 2021. 24 с.

## Найважливіші публікації членів групи, присвячені теоретичним основам та практичним аспектам охорони природи
2007
1. Костюшин В., Куземко А., Онищенко В., Чорна Г., Таращук С., Деркач О., Мішта А., Ворона Є., Матвеев М., Возний Ю., Куцоконь Ю., Кардаш С., Коломицев Г., Василюк О., Новак В., Тарасенко М., Козак М.Південно-Бузький мерідіональний екологічний коридор: стислий огляд біорізноманіття та найцінніші території. Чорноморська програма Ветландс Інтернешнл. — Київ, 2007.

2008
1. Василюк О. В. Екомережа сільської ради с. Лісники — пілотний проект локальної схеми екомережі в рамках Дніпровського екологічного коридору // Дніпровський екологічний коридор. — Київ: Wetlands International Black Sea Programme, 2008.

2009
1. Parnikoza I.Yu., Inozemtseva D.M., Kostyushin V.A. Current state of some populations of rare steppe plants (Kyiv oblast, Ukraine) // Екологія та освіта: актуальні проблеми збереження та використання природних ресурсів (Матеріали VI Міжнародної науково-практичної конференції. — 15-16 жовтня 2009 року). — Черкаси, 2009. — 368 с. (3)
2. Balashov I. A., Biatov A. P., Vasyliuk O.V. Species Composition and Confinement to Different Phytocenoses of Terrestrial Mollusks (Gastropoda, Pulmonata) in the «Homilshanski Lisy» National Nature Park (Ukraine, Kharkiv Region) // Вісник зоології, 43(4):355-360, 2009.
3. Парнікоза І., Василюк О., Іноземцева Д., Костюшин В., Мішта А., Некрасова О., Балашов І. Степи Київської області. Сучасний стан та проблеми збереження. Серія: Збережемо українські степи— К.: НЕЦУ, 2009. — 160 с.

2010
1. Костюшин В. А., Таращук С. В., Василюк О.  В., Мельничук В. П., Мішта А. В., НекрасоваО. Д. Головні напрямки плану дій щодо охорони й відтворення видів хребетних тварин та місць їхнього перебування в межах Київської міської агломерації // «Проблеми вивчення й охорони тваринного світу у природних і антропогенних екосистемах», Матеріали міжнародної наукової конференції, присвяченої 50-річчю з часу опублікування регіонального зведення «Животный мир Советской Буковины», (м. Чернівці, 13 листопада 2009 р.) — Чернівці: ДрукАрт, 2010. — С. 145—148.
2. Куземко А. А., Яворська О. Г., Ворона Є. І., Чорна Г. А., М. М. Федорончук Ключові території національного рівня на території Вінницької області та їх значення для оптимізації мережі природно-заповідного фонду // Заповідна справа в Україні. — 2010. — т.16, вип. 1. — С. 88-93
3. Василюк О., Балашов І., Кривохижа М., Коломицев Г. Ландшафтний склад природно-заповідного фонду Луганської області // Заповідна справа в Україні, вип 1-2, 2012, с. 105—110.
4. Василюк О., Прекрасна Є. ІНВЕНТАРИЗАЦІЯ СТЕПОВИХ БІОТОПІВ В КИЇВСЬКІЙ ОБЛАСТІ // Збірка тез доповідей XIII Міжнародної науково-практичної конференції студентів, аспірантів та молодих вчених «Екологія. Людина. Суспільство» (19-23 травня 2010) — К. НТУ КПІ, 2010
5. Василюк О., Костюшин В., Прекрасна Є., Парнікоза І., Куцоконь Ю., Мішта А., Некрасова О., Заворотна Г., Плига А., Полянська К., Борисенко К., Буй Д. Деснянський екологічний коридор. Під заг. ред. В.Костюшина, Є.Прекрасної. — К.: НЕЦУ, 2010. — 164 с. з дод.
6. Борисенко К., Василюк О., Івко С. Що треба знати про національні природні парки: НПП «Муравський шлях» / Серія: Збережемо українські степи— К.: НЕЦУ, 2010. — 8 с.
7. Борисенко К., Василюк О.. Дізнайся більше про заповідні території. — К.: НЕЦУ, 2010. — 8 с.
8. Борисенко К., Василюк О. Створимо національний природний парк «Подесіння»! — К.: НЕЦУ, 2010. — 8 с.
9. Wasyluk А, Burkowski А. Stepy Ukrainy na krawędzi unicestwienia // Dzikie Życie 11/197. — 2010. (5 с.)
10. Wasyluk А. Stepy obwodu kijowskiego // Dzikie Życie 11/197. — 2010.

2011
1. Костюшин В. А., Василюк О. В., Коломицев Г. О. Індикативна схема екологічної мережі басейну р. Південний Буг та методичні підходи до створення національної екомережі України. — Київ: Інститут зоології ім. І. І. Шмальгаузена НАН України, Національний екологічний центр України, 2011. — 28 с.
2. Стратегічний план дій з комплексного поєднання питань інтегрованого управління водними ресурсами, збереження біорізноманіття та збалансованого ведення сільського господарства в басейні р. Південний Буг / Ворона Є. І., Гавриков Ю. С., Мокін В. Б., Яворська О. Г., Гайдук К. І., Кривульченко А. І., Шестакова Л. В., Артамонов В. А., Деркач О. М., Міченко Л. О., Чорна Т. Г., Куземко А. А., Малиновський М. В., Білик Р. Г., Резніков Ю. О., Боєва О. Г., Зуб Л. М., Карпова Г. О., Костюшин В. А., Марушевський Г. Б., Томільцева А. І. — Київ: Чорноморська програма Ветландс Інтернешнл, 2011. — 100 с.
3. Parnikoza I., Vasiluk A. Ukrainian steppes: current state and perspectives for protection// Annales Universitatis Mariae Curie-Sklodowska. Sectio C. — 2011. — vol. 66, 1. — P. 23-37.
4. Василюк О. В., Костюшин В. А., Коломицев Г. О. Концептуальні засади розбудови національної екомережі України та питання включення   до неї степових біотопів// матеріали ІІ Наукових читань пам'яті Сергія Таращука / Кол. Авторів. — Миколаїв: ЧДУ імені Петра Могили, 2011. — с.38-44
5. Прекрасна Є. П., Василюк О. В. Запроектований національний природний парк «Дівички» // матеріали ІІ Наукових читань пам'яті Сергія Таращука / Кол. Авторів. — Миколаїв: ЧДУ імені Петра Могили, 2011. — с.116-122
6. Василюк О., Костюшин В., Коломицев Г. Нові підходи до розбудови національної екомережі України // Природно-ресурсний потенціал збалансованого (сталого) розвитку України: матеріали Міжнародної науково-практичної конференції (Київ, 19-20 квітня 2011), — К.: Центр екологічної освіти та інформації, 2011. — Т.2.
7. Костюшин В. А., Василюк О. В.,  Коломицев Г. О. Методичні підходи до створення просторової схеми екологічної мережі України на прикладі басейну р. Південний Буг // Методичні рекомендації з питань інтегрованого управління водними ресурсами, збереження водно-болотного різноманіття, створення екомережі та органічного землеробства. — Київ: Чорноморська програма Ветландс Інтернешнл, 2011. (15 с.)
8. Василюк О., Норенко К. Про випадки несвідомого нищення видів, занесених до Червоної книги України, в ході навчального процесу // Всеукраїнська науково-практична конференція «Регіональні та транскордонні проблеми екологічної безпеки. Горбуновські читання». — Чернівці: ПРУТ, 2011. (3 с.)
9. Сіренко І., Василюк О., Богомаз М. Незаконні рубки як наслідок прояву корпоративної замкнутості лісової галузі України. // Еколого-економічні та соціальні проблеми, зумовлені неефективним і несталим веденням лісового господарства та незаконними лісозаготівлями в Україні: зб. матер. Міжнар. наук.-практ. конф., 2–3 груд. 2010 р., м. Львів / за ред. І. Соловія, М. Чернявського, Я. Геника. — Львів: Товариство «Зелений Хрест», Ліга-Прес. — 2011. (4 с.)
10. Василюк О., Коломицев Г. Актуальні проблеми природно-заповідного фонду та проблема зміни клімату // Environment People Law Journal № 13–14 (53–54), Львів, 2011
11. Василюк О. Лісове господарство і охорона біорізноманіття в Україні //«Екологія. Право. Людина.», № 11-12(51-52), 2011 (5 с.)
12. Василюк А. Первые шаги к созданию «степного кадастра» Украины // Степной бюллетень, № 32, лето 2011 (3 с.)
13. Aleksy Wasyluk, Grigorij Kołomyciew. Realizacja Protokołu z Kioto zagraża stepom Ukrainy// OIKOS 1(54)2011 (4 с)
14. Василюк О., Коломицев Г. Імплементація Кіотського протоколу загрожує степам України // Екологія. Право. Людина. № 13-14 (53-54). — 2011. c.29-31 (3 с.)
15. Василюк О., Костюшин В., Прекрасна Є., Парнікоза І., Куцоконь Ю., Мішта А., Некрасова О., Заворотна Г., Плига А., Полянська К., Борисенко К., Буй Д. Деснянський екологічний коридор. Під заг. ред. В.Костюшина, Є.Прекрасної. — К.: НЕЦУ, 2010. — 164 с. з дод.
16. Костюшин В. А., Василюк О. В., Коломицев Г. О. Індикативна схема екологічної мережі басейну р. Південний Буг та методичні підходи до створення національної екомережі України. — Київ: Інститут зоології ім. І. І. Шмальгаузена НАН України, Національний екологічний центр України, 2011. — 28 с.
17. Василюк О. В., Андрос О. Є., Бондаренко І. С., Шпег Н. І. ВАШ ПЕРШИЙ КОНТАКТ з журналістами та чиновниками (посібник для Дружин з Охорони Природи та інших молодіжних природоохоронних організацій). Видання 1.1. Доповнене та перероблене. Під ред. Андроса О. Є., Бондаренко І. С. — К.: НЕЦУ, 2011. — 88 с.

2012
1. Василюк О. Проблеми інвентаризації степових біотопів в Україні // Біотопи (оселища) України: наукові засади їх дослідження та практичні результати інвентаризації. (Матеріали робочого семінару. Київ, 21-22 березня 2012 року.) / За редакцією Я. П. Дідуха, О. О. Кагала, Б. Г. Проця. — Київ-Львів, 2012. — с 56-61.
2. Василюк О. В., Коломицев Г. О., Балашов І. О. Степи у складі лісового фонду Луганської області: значення для охорони біорізноманіття, загрози та перспективи збереження. — Проблеми екології та охорони природи техногенного регіону. — 2012. — № 1 (12). С.35-46.
3. Василюк О. В., Шпег Н. І. Необхідність законодавчого врегулювання охорони видів флори та фауни, що включені в регіональні переліки видів та встановлення індивідуальних вимог до охорони усіх видів / Рослинний світ у Червоній книзі України: впровадження Глобальної стратегії збереження рослин. Матеріали ІІ Міжнародної       наукової конференції (9-12 жовтня 2012 р., м. Умань, Черкаська обл..). — Київ: Паливода А. В., 2012. (4 с.)
4. Куземко А. А. Сучасний стан та завдання охорони лучної рослинності в умовах ex situ // Рослинний світ у Червоній книзі України: впровадження Глобальної стратегії збереження рослин. Матеріали міжнародної конференції (9-12 жовтня 2012 р., м. Умань). — Київ: Паливода, 2012. — С.259-263.
5. Куземко А. А., Головко С. В. Рідкісні види судинних рослин проектованого регіонального ландшафтного парку «Нижньоподільський» (Кіровоградська обл.) // Рослинний світ у Червоній книзі України: впровадження Глобальної стратегії збереження рослин. Матеріали міжнародної конференції (9-12 жовтня 2012 р., м. Умань). — Київ: Паливода, 2012. — С.241-244.
6. Василюк А, Коломиец А., Мовчан Я. Экосеть Украины: ситуация и перспективы // Conference «Ecological Networks — Introduction to experiences and approaches» (Chisinau, 13-14 of December 2011), Processing. — BIOTICA, Chisinau. — 2012. (5 с.)

Прекрасна Є., Василюк О., Домашевський С.,Парнікоза І., Фатікова М., Надєіна О., Норенко К. Проектований національний природний парк «Дівички» у Київській області. Серія: Збережемо українські степи — К.: НЕЦУ, 2012. — 44 с. : іл.
1. Василюк О., Костюшин В., Норенко К., Плига А., Прекрасна Є., Коломицев Г., Фатікова М.Природно-заповідний фонд Київської області. — К.: НЕЦУ, 2012. — 338 с.
2. Щорічна доповідь НУО (ЩД НУО) «Громадська оцінка національної екологічної політики» за 2011 рік (включаючи аналіз за період з 2003 року) / під ред. В. Мельничука, О. Кравченко, Т. Малькової. — К.: 2012. — 339 с.
3. Щорічна доповідь НУО (ЩД НУО) «Громадська оцінка національної екологічної політики» за 2011 рік (скорочена версія) / за ред. В. Мельничука, О. Кравченко, Т. Малькової. — К.: 2012. — 68 с.
4. Прекрасна Є., Василюк О., Домашевський С., Парнікоза І., Фатікова М., Надєіна О., Норенко К. Проектований національний природний парк «Дівички» у Київській області. Серія: Збережемо українські степи — К.: НЕЦУ, 2012. — 44 с. : іл.
5. Василюк О., Костюшин В., Норенко К., Плига А., Прекрасна Є., Коломицев Г., Фатікова М.Природно-заповідний фонд Київської області. — К.: НЕЦУ, 2012. — 338 с.
6. Щорічна доповідь НУО (ЩД НУО) «Громадська оцінка національної екологічної політики» за 2011 рік (включаючи аналіз за період з 2003 року) / під ред. В. Мельничука, О. Кравченко, Т. Малькової. — К.: 2012. — 339 с.
7. Щорічна доповідь НУО (ЩД НУО) «Громадська оцінка національної екологічної політики» за 2011 рік (скорочена версія) / за ред. В. Мельничука, О. Кравченко, Т. Малькової. — К.: 2012. — 68 с.
8. Василюк А., Кривохижая М., Коломыцев Г. Степные территории природно-заповедного фонда Луганской области // Степной Бюллетень № 35 лето 2012 (4 с.)

2013
1. Доповідь щодо громадської оцінки процесу реалізації екологічної політики у 2012 році. Колектив авторів. Київ, 2013. 286 с.
2. Василюк О. Лісорозведення — загроза існування степу. К., НЕЦУ. — 2013, 12 с.
3. О. Василюк, В. Костюшин, К. Норенко, О. Некрасова, Ю. Куцоконь, А. Войцехович, А. Мішта, А. Циба, І. Парнікоза, Г. Коломицев, М. Фатікова, К. Полянська Проектований регіональний ландшафтний парк «Надстугнянський». Під заг. ред. К. Норенко — К.: НЕЦУ, 2013. — 78 с. з дод.
4. Артов А., Балобін С., Василюк О., Городецька Н.,Кривохижа М.,Мовчан Я.,Рудик О.,Сіренко І.,Шапаренко С., «Льодовиковий період» у заповідній справі (огляд ситуації у заповідній справі в Україні за 2008—2012 рр.) заг. ред. Кравченко О. // EnvironmentPeopleLawJournalNo 17–18 (57–58), 2013.
5. Бурковський О. П., Василюк О. В., Єна А. В., Куземко А. А., Мовчан Я. І., Мойсієнко І. І., Сіренко І. П. Останні степи України: бути чи не бути? Просвітницьке науково-популярне видання. К.:ГК «Збережемо українські степи!», ВЕЛ, НЕЦУ.- 2013.- 40 с.
6. Василюк О. В Проблеми узгодження природоохоронного законодавства із нормативно-правовими актами про консервацію земель та агролісомеліорацію // Науковий вісник Національного університету біоресурсів та природокористування України. Серія «Лісівництво та декоративне садівництво»/ редкол.: Д. О. Мельничку (відп.ред.) та ін. К.: ВЦ НУБІП України, 2013. — вип.187, ч.2. — с.15-23.
7. Коломицев Г., Василюк О., Кривохижа М. Просторовий розподіл виходів крейдяних порід i характерних для них рідкісних видів рослин в межах Луганської області // Від заповідання до збалансованого природокористування: Матеріали Міжнародної наукової конференції (20-22 березня 2013 р., м. Донецьк) / Донецький національний університет. — Донецьк, 2013. — с 25-27
8. Василюк О., Коломицев Г. Ландшафтний склад та перспективи розвитку природно-заповідного фонду Київської області // Від заповідання до збалансованого природокористування: Матеріали Міжнародної наукової конференції (20-22 березня 2013 р., м. Донецьк) / Донецький національний університет. — Донецьк, 2013. — с. 44-46.
9. Бурковський О. П., Василюк О. В. Концепція створення державного агентства екосистемних послуг // Від заповідання до збалансованого природокористування: Матеріали Міжнародної наукової конференції (20-22 березня 2013 р., м. Донецьк) / Донецький національний університет. — Донецьк, 2013. c. 176—179.
10. Василюк О., Коломицев Г. Оцінка представленості природно-заповідного фонду в державному земельному кадастрі на прикладі Київської області // Материалы Всеукраїнської науково-практичної конференції «Стан та перспективи розвитку заповідної справи та екологічного туризму в Україні» (м. Миколаїв, 21-23 березня 2013 р.)/ Чорноморський державний університет імені Петра Могили / Колектив авторів. — Миколаїв. Дизайн та Поліграфія, 2013. — (3 с)
11. Василюк О. Сучасна інтерпретація парадигми національних природних парків як загроза охороні природи // Досвід інтерпретації дикої природи в Україні: матеріали Всеукраїнської науково-практичної конференції (15 березня 2013 року)/Колавторів. — Одеса-Миколаїв, спл Хавроненко В. В., 2013—143 с. (3 с.)
12. Василюк О. В., Коломицев Г. О. Питання збереження природної степової рослинності та полезахисних насаджень в контексті протидії глобальним змінам клімату \\Матеріали міжнародної науково-практичної Інтернет-конференції «Раціональне використання екосистем: боротьба з опустелюванням і посухою». — Миколаїв: Миколаївська ДСДС ІЗЗ, 2013. — 251 c. (3 с.)
13. Василюк А. В. Абсолютная заповедность и охрана биоразнообразия \\ Заповедники Крыма. Биоразнообразие и охрана природы в Азово-Черноморском регионе. Материалы VII Международной научно-практической кнференци (Симферополь, 24-26 октября 2013) — Симферополь,2013. -с.33-41.
14. Василюк О. Проблеми узгодження законодавства про консервацію земель та про агролісомеліорацію \\ Матеріали Міжнародної науково-практичної конференції «Лісівнича освіта і наука: історія, сучасний стан та перспективи розвитку». Х.: ХНАУ, 2013. — ст.19-22
15. Василюк О. В. Стан виконання державних рішень щодо проектованих територій ПЗФ загальнодержавного значення \\ Виконання стратегії національної екологічної політики у сфері природно-заповідної справи: оцінка громадськості: збірка матеріалів до Комітетських слухань у Верховній Раді України «Природно-заповідний фонд України: проблеми та шляхи вирішення». К.: ТОВ «Центр екологічної освіти та інформації», 2013, — 112 с. (3 с.)
16. Василюк О. В. Про необхідність виявлення дійсної площі ПЗФ України \\ Виконання стратегії національної екологічної політики у сфері природно-заповідної справи: оцінка громадськості: збірка матеріалів до Комітетських слухань у Верховній Раді України «Природно-заповідний фонд України: проблеми та шляхи вирішення». К.: ТОВ «Центр екологічної освіти та інформації», 2013, — 112 с. (5 с.)
17. Василюк О. Проблеми охорони степів України в умовах реалізації державної програми «Ліси України» // Природа Восточного Крыма. Оценка биоразнообразия и разработка проекта локальной экологической сети / [отв. ред. д.б.н. С. П. Иванов]. — К.: Изд-во, 2013. — 272 с., 25 ил.., 54 табл., 326 библ. с.36-40
18. Wasyluk O. Gaz Lupkowy na Ukrainie — wydobuwac czy nie? // Dzikie Zycie. maj, 2013. #5/227 13-17
19. Василюк О., Городецька Н. Правові аспекти проблем охорони видів Червоної книги України// Environment People Law Journal № 15–16 (55–56), Львів, 2013 (3с.)
20. Василюк О. Про випадки та механізми протиправного відчуження земель природно-заповідного фонду // «Юридична газета» № 29-30 від 16.07.2013 р
21. Василюк О. Абсолютна заповідність та охорона біорізноманіття // Екологія. Право. Людина, № 19-20 (59-60), 2013. (5 с.)

2014
1. Перегрим М. М., Куземко А. А. Проект Національної стратегії збереження рослин в Україні // Рослинний світ у Червоній книзі України: впровадження Глобальної стратегії збереження рослин. Матеріали III Міжнародної конференції (4-7 червня 2014 р., м. Львів). — Львів2014. — С. 58-64.
2. Василюк А. В., Борисенко К. А. Проблемы включения категории земель природно-заповедного фонда в Государственный земельный кадастр // Вісник Дніпропетровського державного аграрно-економічного університету. — 2014. — № 1(33). — С. 12–14.
3. Василюк О. В.. Консервація деградованих земель та формування екомережі: правовий аспект/ Вісник Харківського національного університету імені В. Н. Каразіна. Серія: біологія Вип. 20, № 1100, 2014 р. c. 229—234.
4. Василюк О. В., КривохижаМ. В. Аналіз можливих впливів будівництва вітряних електростанцій на степовіекосистеми та зміни клімату // Бранта: Сборник научных трудов Азово-Черноморской орнитологической станции. — 2014. — Вып. 17. Специальный выпуск. — c.133-143
5. Кривохижа М. В., Василюк О. В., Коломицев Г. О., Балашов І. О. Поширення та проблеми охорони відслонень крейдяних порід і характерних для них рідкісних видів рослин на території Луганської області. // Заповідна справа, (1)20/2014. с.32-38
6. Василюк А., Ширяева Д. Война на востоке Украины угрожает биоразнообразию // Астраханский вестник экологического образования, No 4 (30) 2014. с.80-88.
7. Василюк О., Бурковський О. Про необхідність охорони ґрунтів як нової практики у галузі природно-заповідного фонду // Матеріали міжнародної науково-практичної Інтернет-конференції «Проблеми і перспективи розвитку сучасної аграрної науки». — Миколаїв: Миколаївська ДСДС ІЗЗ, 2014. — 165 c. (3 с.)
8. Василюк О. Про необхідність охорони природних пасовищ у степовій зоні // Матеріали міжнародної науково-практичної Інтернет-конференції «Проблеми і перспективи розвитку сучасної аграрної науки». — Миколаїв: Миколаївська ДСДС ІЗЗ, 2014. — 165 c.(3 с.)
9. Василюк О., Коломицев Г., Ширяєва Д. Про включення до складу природно-заповідного фонду антропогенних територій // Матеріали міжнародної науково-практичної конференції «Природничі дослідження на Поділлі», присвяченої 10-річчю природничого факультету Кам'янець-Подільського національного університету імені Івана Огієнка. — Кам'янець- Подільський: ТОВ «Друкарня Рута», 2014. — c.95-97
10. Василюк О. В., Коломицев Г. О., Ширяєва Д. В. Ландшафтний склад природно-заповідного фонду Київської області // Природні та антропогенно трансформовані екосистеми прикордонних територій у постчорнобильський період: матер. міжнар. наук. конф. «Природні та техногеннозмінені екосистеми прикордонних територій у пост чорнобильський період» (9-11 жовтня 2014 р., Чернігів, Україна): збірник статей. — Чернігів: Видавець Лозовий В. М., 2014. с.12-15.
11. Василюк А. В., Коломыцев Г. А., Ширяева Д. В. Инвентаризация меловых степей в Украине. Сообщение 2: Харьковская и Донецкая области/ Степной бюллетень, № 41, лето 2014 (3 с.)
12. Василюк А. Ширяева Д., Коломыцев Г.Военные действия в Украине привели к росту степных пожаров // Степной бюллетень, осень 2014, № 42 (3 с.)
13. Василюк О. В., Коломицев Г. О. Несанкціоноване надрокористування як загроза збереженню природних пасовищ Донецького кряжу// Збалансоване природокористування: традиції та інновації: мат.міжн.наук.-практ.конф. (м. Київ, 16-17 жовтня 2014). — К.:ДІА, 2014.196 с.(3 с.)
14. Ширяєва Д. В., Василюк О. В., Коломицев Г. О. Розподіл степових біотопів Херсонської області згідно геоботанічного районування \\ Екологізація сталого розвитку інформаційного суспільства: матеріали Міжнародної наук.-практ. конф. молодих учених, студ., аспірантів, 5–6 листоп. 2014 р. / Харк. нац. аграр. ун-т ім. В. В. Докучаєва. — Х.: ХНАУ, 2014. — с.315-318
15. Василюк О. В., Ширяєва Д. В. Методологія виявлення кількісних показників заповідності територій \\Інноваційний менеджмент збалансованого (сталого) природного агровиробництва: матеріали Міжнародної науково-практичної конференції, присвяченої 90-річчю від дня народження Ф. Т. Моргуна (м. Дніпропетровськ, 23–24 жовтня 2014 р.). — Дніпропетровськ: Вид-во «Свідлер А. Л.», 2014. с.296-298.
16. Ширяєва Д., Василюк О., Коломицев Г. Просторовий розподіл степових біотопів Одеської області в контексті геоботанічного районування території \\Теоретичні та прикладні аспекти розвитку природничих дисципін \ за ред. М. В. Гриньової. — Полтава: Друкарська майстерня, 2014,с.115-119
17. Grygoriy Kolomytsev, Dariia Shyriaieva, Olexiy Vasyliuk. The impact of fires in the zone of antiterrorist operation in Ukraine: assessment using RS and GIS data // Materiały konferencyjne GIS DZIŚ (Kraków, 17 — 18 listopada 2014). kRAKOW. 2014, P.42-43
18. Василюк О. В. Національні парки в Польщі та Україні: погляд громадськості// Основи управління біосферними резерватами в Україні. Збірник нормативно-правових актів та науково-практичних статей, підготовлених у рамках проведення науково-практичного семінару «Розвиток системи біосферних резерватів» (01-03 жовтня 2014 року, Ужанський НПП), за ред Д. Ф.гамора, Г. В. Парчука. — Ужгород: КП «Ужгородська міська друкарня», 2014.- 320 с. (10 с)
19. Василюк О. В., Коломицев  Г. О. Інвентаризація крейдяних степів харківської та донецької областей // Вивчення та збереження біорізноманіття в сучасних умовах: Матеріали заочної Всеукраїнської наукової конференції, присвяченої 180-річчю заснування кафедри зоології. –К., 2014. (3 с.)

2015
1. Коломицев Г., Василюк О. Просторовий розподіл степових екосистем на сході України // Вісник Національного науково-природничого музею. No 11 КИЇВ, 2013 (2015). С.87-93.
2. Vasyliuk O.V.,Nekrasova O.D., Shyriaieva D.V., Kolomytsev G.O.A review of major impact factors of hostilities influencing biodiversity in the eastern Ukraine (modeled on selected animal species) // Vestnik zoologii, 49(2). — 2015. — С. 145—158.
3. Полянская К. В., Прекрасная Е. П., Витер С. Г., Василюк А. В. ДОЛИНА РЕКИ ДЕСНЫ: ЦЕННОСТЬ И НЕОБХОДИМОСТЬ ЕЕ ЗАПОВЕДАНИЯ \\ АСТРАХАНСКИЙ ВЕСТНИК ЭКОЛОГИЧЕСКОГО ОБРАЗОВАНИЯ No 3 (33) 2015. с. 99-108
4. Svidzinska D., Vasyliuk O., Seliverstov O., Shyriaieva D., Biatov A., Diadin D., Ponomarova A., Sklyar O., S. Vinokurova, Luchnykova I. I., Kleshnin A.. Development of the open cadastre of protected areas in Ukraine // Geomatics Workbooks. — 2015. — vol. 12. — p. 225-231.
5. Кравченко О., Василюк О., Войціховська А., Норенко К. Дослідження впливу військових дій на довкілля на Сході України  // Схід. — 2015. — № 2. — С. 118—123
6. Луценко І. В., Василюк О. В. Законодавча ініціатива до питання  погодження проектованих територій природно-заповідного фонду// Матеріали Всеукраїнської науково-практичної конференції з міжнародною участю «IV  Всеукраїнські наукові читання пам'яті  Сергія Таращука» (м. Миколаїв, 23-24 квітня 2015 р.) / Чорноморський державний університет імені Петра Могили / Колектив авторів. — Миколаїв: ФОП Швець В. Д., 2015. с110-115
7. Скворцова В. С., Василюк О. В., Ширяєва Д. В. Динаміка та просторовий  розподіл ПЗФ м. Києва // Матеріали Всеукраїнської науково-практичної конференції з міжнародною участю «IV  Всеукраїнські наукові читання пам'яті  Сергія Таращука» (м. Миколаїв, 23-24 квітня 2015 р.) / Чорноморський державний університет імені Петра Могили / Колектив авторів. — Миколаїв: ФОП Швець В. Д., 2015.с.196-199
8. Ширяєва Д. В., Василюк О. В., Коломицев Г. О. Ландшафтний склад та фрагментація  природних ландшафтів  національних природних парків  лісостепової зони України // Матеріали Всеукраїнської науково-практичної конференції з міжнародною участю «IV  Всеукраїнські наукові читання пам*яті  Сергія Таращука» (м. Миколаїв, 23-24 квітня 2015 р.) / Чорноморський державний університет імені Петра Могили / Колектив авторів. — Миколаїв: ФОП Швець В. Д., 2015.   с.259-266
9. О. В. Василюк, Д. В. Ширяєва. Стан мережі природно-заповідного фонду в умовах аграрної Херсонщини та перспективи його розвитку // Вісник Дніпропетровського державного аграрно-економічного університету № 2 (36), 2015. с.117-120
10. Ширяєва Д. В.  Василюк О. В. Зміни структури лісових масивів Київського Полісся у період активного лісокористування (XX — початок XXI ст.) Природные ресурсы Полесья: оценка, использование, охрана: материалы Международной науч.-практ. конференции, Пинск, 8–11 июня 2015 г. : в 2 ч. / Институт природопользования НАН Беларуси, Полесский государственный университет [и др.] ; редкол.: В. С. Хомич (отв. ред.) [и др.]. — Пинск: УО «Полесский государственный университет», 2015. — Ч. 2. –с. 101—105.
11. Василюк О. В., Ширяєва Д. В., Тєстов П. С. Проблеми розвитку мережі національних природних парків // Прагматичні аспекти діяльності національних природних парків у контексті збалансованого розвитку: матеріали міжнар. наук.-практ. конф., присвяч. 20-річчю Нац. природ. парку «Вижницький» (17-19 вер. 2015 р., смт Берегомет, Чернівецька обл., Україна) / наук.ред. І. В. Скільський ; М-во екології та природ. ресурсів України, Нац. природ. парк «Вижницький» та ін. — Чернівці: Друк Арт, 2015. –c.119-122
12. Василюк О. В., Ширяєва Д. В., Біатов А. П. Можливості використання первинного картографічного матеріалу щодо об'єктів ПЗФ. Материалы III научно-методического семинара «ГИС и заповедные территории» (30 мая — 01 июня 2015 г., Харьковская обл., Краснокутский р-н, с. Владимировка) / Под.ред. А. П. Биатова. — Харьков, 2015. — С.38-42.
13. Василюк О., Драпалюк А.,  Парчук Г., Ширяєва Д. Виявлення територій, придатних для оголошення об'єктами природно-заповідного фонду (інструктивно-методичні матеріали), за заг.ред. О.Кравченко. Львів-Київ: МБО «Екологія-Право-Людина», 2015. — 80 с.
14. Вітряні електростанції та зміни клімату / Василюк О., Кривохижа М., Прекрасна Є., Норенко К. — К.: UNCG, 2015. 32 c.
15. Мелень-Забрамна О., Шутяк С., Войціховська А., Норенко К., Василюк О., Нагорна О. Воєнні дії на сході України — цивілізаційні виклики людству. Під ред. О.Кравченко/ Львів: ЕПЛ, 2015. — 136 с.
16. Melen'-Zabramna О., ShutiakC., Voytsikhovska А., Norenko К., Vasyliuk О., Nahorna О. Military conflict in Eastern Ukraine — Civilization Challenges to humanity. Edited by Kravchenko O. / Lviv: EPL, 2015. — 136 p.
17. Балобін С., Бригинець О., Василюк О., Норенко К., Плина А., Рудик О., Тєстов П.Льодовиковий період у заповідній справі (огляд ситуації у заповідній справі в Україні у 2013 р.) // Екологія. Право. Людина, № 21-22 (61-62), 2014. С. 5-96
18. Василюк О., Норенко К., Ширяєва Д., Скворцова В., Тєстов П., Хомечко Г. «Льодовиковий період» у заповідній справі: 2014—2015. заг. ред. Кравченко О. // Екологія. Право. Людина. No 25-26 (65-66), 2015. — 68 с.
19. Василюк О., Ширява Д., Задорожна О.Луганські ліси хочуть жити.- Запоріжжя, ФОП Бранило І. В.- 2015.- 28 с.
20. Василюк О., Драпалюк А.,  Парчук Г., Ширяєва Д. Виявлення територій, придатних для оголошення об'єктами природно-заповідного фонду (інструктивно-методичні матеріали), за заг.ред. О.Кравченко. Львів-Київ: МБО «Екологія-Право-Людина», 2015. — 80 с.
21. Вітряні електростанції та зміни клімату / Василюк О., Кривохижа М., Прекрасна Є., Норенко К. — К.: UNCG, 2015. 32 c.
22. Мелень-Забрамна О., Шутяк С., Войціховська А., Норенко К., Василюк О., Нагорна О. Воєнні дії на сході України — цивілізаційні виклики людству. Під ред. О.Кравченко/ Львів: ЕПЛ, 2015. — 136 с.
23. Melen'-Zabramna О., ShutiakC., Voytsikhovska А., Norenko К., Vasyliuk О., Nahorna О. Military conflict in Eastern Ukraine — Civilization Challenges to humanity. Edited by Kravchenko O. / Lviv: EPL, 2015. — 136 p.
24. Балобін С., Бригинець О., Василюк О., Норенко К., Плина А., Рудик О., Тєстов П.Льодовиковий період у заповідній справі (огляд ситуації у заповідній справі в Україні у 2013 р.) // Екологія. Право. Людина, № 21-22 (61-62), 2014. С. 5-96
25. Василюк О., Норенко К., Ширяєва Д., Скворцова В., Тєстов П., Хомечко Г. «Льодовиковий період» у заповідній справі: 2014—2015. заг. ред. Кравченко О.// Екологія. Право. Людина. No 25-26 (65-66), 2015. — 68 с.
26. Василюк О., Ширява Д., Задорожна О.Луганські ліси хочуть жити.- Запоріжжя, ФОП Бранило І. В.- 2015.- 28 с.
27. Коломійчук В. П., Василюк О. В. Сучасні проблеми охорони фіторізноманіття приморських національних природних парків України // Регіональні аспекти флористичних і фауністичних досліджень: матеріали Другої міжнародної науково-практичної конференції (24-25 квітня 2015 р., смт Путила) / відп. ред. І. В. Скільський ; М-во екології та природн. ресурсів України, Нац. природн. парк «Черемоський» та ін. — Чернівці: Друк Арт, 2015. — С.496-498

2016
1. Куземко А. А. Роль фітосоціологічних баз даних у підготовці нового видання Червоної книги України // Рідкісні рослини та гриби України та прилеглих територій: реалізація природоохоронних стратегій. Мат-ли Міжнар. конф. (16-20 травня 2016 р., Київ, Україна). — Київ: Паливода А. В., 2016. — С. 38-41.
2. Ворона Є. І., Яворська О. Г., Куземко А. А. Про необхідність створення на Вінниччині заповідного об'єкта для охорони зубра європейського // Збереження раритетного біорізноманіття в Національних природних парках: матеріали науково-практичного семінару працівників установ природно-заповідного фонду (26-27 липня 2016 року НПП «Кармелюкове Поділля», Чечельник, Вінницька область). — ВінницяЖ ТОВ «Нілан-ЛТД», 2016. — С. 54-60.
3. Доповідь НУО «Громадська оцінка національної екологічної політики» за 2014 рік / за ред. С. Шапаренка. — К., 2016. — 39 с., 4 іл.
4. Оскирко О., Василюк О., Втрачені об'єкти та території природно-заповідного фонду (1969—2016): Хмельницька область // Шевчеківська весна 2016: Біологічні науки. мат. XIV міжнар. наук.конф студ, асп та мол. вчених (Київ, 6-8.04.2016), К.: КНУ ім. Тараса Шевченка.  - с. 150—152.
5. Оскирко О. С., Василюк О. В., Марущак О. Ю. Втрачені об'єкти та території природно-заповідного фонду (1964—2016 роки): Івано-Франківська область // Регіональні аспекти флористичних і фауністичних досліджень: матеріали Третьої міжнар. наук.-практ. конф. (13-14 трав. 2016 р., смт Путила — м. Чернівці, Україна) / наук. ред. І. В. Скільський, А. В. Юзик ; М-во екології та природ. ресурсів України, Нац. природ. парк «Черемоський» та ін. — Чернівці: Друк Арт, 2016. — C.303-306
6. Марущак О. Ю., Василюк О. В. Втрачені об'єкти та території природно-заповідного фонду (1964—2016 роки): Волинська область // Регіональні аспекти флористичних і фауністичних досліджень: матеріали Третьої міжнар. наук.-практ. конф. (13-14 трав. 2016 р.,смт Путила — м. Чернівці, Україна) / наук. ред. І. В. Скільський, А. В. Юзик ; М-во екології та природ. ресурсів України, Нац. природ. парк «Черемоський» та ін. — Чернівці: Друк Арт, 2016. — C.271-274
7. Котко А. І., Василюк О. В. Втрати природно-заповідного фонду Чернівецької області // Регіональні аспекти флористичних і фауністичних досліджень: матеріали Третьої міжнар. наук.-практ. конф. (13-14 трав. 2016 р.,смт Путила — м. Чернівці, Україна) / наук. ред. І. В. Скільський, А. В. Юзик ; М-во екології та природ. ресурсів України, Нац. природ. парк «Черемоський» та ін. — Чернівці: Друк Арт, 2016. — C.228-231
8. Казанцев Т., Халаїм О., Василюк О., Філіпович В., Крилова Г. Адаптація до змін клімату: зелені зони на варті прохолоди. — К: Зелена Хвиля, 2016. — 40 с.
9. Оскирко О. С., Василюк О. В. Втрачені об'єкти та території природно-заповідного фонду (1964—2016): Сумська область // «Динаміка біологічного та ландшафтного різноманіття заповідних територій» — Кам'янець-Подільський: «Друкарня ‘‘Рута’’», 2016. — С.207-209
10. Марущак О. Ю., Василюк О. В. ВВтрачені об'єкти та території природно-заповідного фонду (1964—2016): Миколаївська область. // «Динаміка біологічного та ландшафтного різноманіття заповідних територій» — Кам'янець-Подільський: «Друкарня ‘‘Рута’’», 2016. — С.200-203
11. Василюк О. В. Документральні фільми про заповідними в Україні 1920-1930-х років // «Динаміка біологічного та ландшафтного різноманіття заповідних територій» — Кам'янець-Подільський: «Друкарня ‘‘Рута’’», 2016. — С.154-157
12. Василюк А. В. К вопросу о функциональной классификации природоохранных территорий // Астраханский вестник экологического образования № 3 (37) 2016. — С.25-42
13. Кієнко Т. В., Василюк О. В. Втрачені об'єкти та території природно-заповідного фонду (1964—2016): Полтавська область // Актуальні питання розвитку біології та екології. Матеріали Міжнародної науково-практичної конференції (3-7 жовтня 2016 р., м. Вінниця, Україна). м. Вінниця, ТОВ «Нілан-ЛТД». — 2016. — 62-65
14. Марущак О. Ю., Василюк О. В. Втрачені об'єкти та території природно-заповідного фонду (1964—2016): Херсонська область // Актуальні питання розвитку біології та екології. Матеріали Міжнародної науково-практичної конференції (3-7 жовтня 2016 р., м. Вінниця, Україна). м. Вінниця, ТОВ «Нілан-ЛТД». — 2016. — 74-78
15. Оскирко О. С., Василюк О. В. Втрачені об'єкти та території природно-заповідного фонду (1964—2016): Чернігівська область // Актуальні питання розвитку біології та екології. Матеріали Міжнародної науково-практичної конференції (3-7 жовтня 2016 р., м. Вінниця, Україна). м. Вінниця, ТОВ «Нілан-ЛТД». — 2016. — 93-97
16. Буянівська А. О., Василюк О. В., Оскирко О. С. Втрачені об'єкти природно-заповідного фонду (від 1984 по 2016 рік): Львівська область // Природоохоронні території в минулому, сучасному й майбутньому світі (до 130-річчя створення Памятки Пеняцької — першої природоохоронної території у Європі.): матеріали Другої міжнародної наукової конференції (Львів-Броди-Пеняки, 26-27 жовтня 2006 року). — Львів: Ліга-Прес, 2016. — С. 74-78.(4)
17. Василюк О. В., Оскирко О. С. Втрачені об'єкти природно-заповідного фонду (від 1968 по 2016 рік): Київська область // Природоохоронні території в минулому, сучасному й майбутньому світі (до 130-річчя створення Памятки Пеняцької — першої природоохоронної території у Європі.): матеріали Другої міжнародної наукової конференції (Львів-Броди-Пеняки, 26-27 жовтня 2006 року). — Львів: Ліга-Прес, 2016. — С. 81-84 (5)
18. Марущак О. Ю., Василюк О. В. Втрачені об'єкти природно-заповідного фонду (1967—2016): Житомирська область // Природоохоронні території в минулому, сучасному й майбутньому світі (до 130-річчя створення Памятки Пеняцької — першої природоохоронної території у Європі.): матеріали Другої міжнародної наукової конференції (Львів-Броди-Пеняки, 26-27 жовтня 2006 року). — Львів: Ліга-Прес, 2016. — — С.168-172. (4)
19. Марущак О. Ю., Лисак Ю. С., Василюк О. В. Втрачені об'єкти природно-заповідного фонду (1964—2016): Вінницька область// Природоохоронні території в минулому, сучасному й майбутньому світі (до 130-річчя створення Памятки Пеняцької — першої природоохоронної території у Європі.): матеріали Другої міжнародної наукової конференції (Львів-Броди-Пеняки, 26-27 жовтня 2006 року). — Львів: Ліга-Прес, 2016. — С.172-177. (5)
20. Оскирко О. С., Марущак О. Ю., Василюк О. В. Втрачені об'єкти природно-заповідного фонду (1962—1972): Волинська область // Природоохоронні території в минулому, сучасному й майбутньому світі (до 130-річчя створення Памятки Пеняцької — першої природоохоронної території у Європі.): матеріали Другої міжнародної наукової конференції (Львів-Броди-Пеняки, 26-27 жовтня 2006 року). — Львів: Ліга-Прес, 2016. — С.195-199 (4)
21. Василюк О. В. Втрачені території природно-заповідного фонду в складі функційних зон існуючих установ ПЗФ // «Біологія: від молекули до біосфери». Тези доповідей XI Міжнародної конференції молодих учених (29 листопада — 2 грудня 2016 р., Харків). — Х.: Видавництво ХНУ імені В. Н. Каразіна, 2016. — С. 176—177
22. Спінова Ю. О., Василюк О. В. Обгрунтування включення долини річки Кальміус до Смарагдової мережі України // «Біологія: від молекули до біосфери». Тези доповідей XI Міжнародної конференції молодих учених (29 листопада — 2 грудня 2016 р., Харків). — Х.: Видавництво ХНУ імені В. Н. Каразіна, 2016. — С.188-189
23. Оскирко О. С., Василюк О. В. Втрачені об'єкти татериторії природно-заповідного фонду (1926—1972) в Україні // «Біологія: від молекули до біосфери». Тези доповідей XI Міжнародної конференції молодих учених (29 листопада — 2 грудня 2016 р., Харків). — Х.: Видавництво ХНУ імені В. Н. Каразіна, 2016. — С.183-184

2017
1. Vasyliuk O., Shyriaieva D., Kolomytsev G., Spinova J. Steppe protected areas on the territory of Ukraine in the context of the armed conflict in the Donbas region and Russian annexation of the Crimean Peninsula // Grassland research and conservation (Bulletin of the Eurasian Dry Grassland Group), 2017. № 1 (33). — Р.15-23.
2. Василюк О., Шутяк С., Тєстов П., Шпарик Н. Правовий режим природно-заповідного фонду України: історія формування, юриличні аспекти та закордонний досвід (посібник). / (За ред. О.Кравченко). — Львів: Видавництво «Манускрипт», 2017. — 92 с.
3. Дмитрієва І. Г., Марущак О. Ю., Оскирко О. С., Василюк О. В. Втрачені об'єкти та території природно-заповідного фонду (1971—2016): запорізька область// Заповідна справа у степовій зоні україни (до 90-річчя від створення надморських заповідників) // Праці Всеукраїнської науково-практичної конференції (с. урзуф, 14-15 березня 2017 року) / серія: «Conservation Biology in Ukraine». — Вип. 2, т. 1. — київ, 2017. — С.37=46
4. Коваленко І. В., Дятлова О.C., Василюк О. В. Втрачені об'єкти та території природно-заповідного фонду (1967—2016): одеська область// Заповідна справа у степовій зоні україни (до 90-річчя від створення надморських заповідників) // Праці Всеукраїнської науково-практичної конференції (с. урзуф, 14-15 березня 2017 року) / серія: «Conservation Biology in Ukraine». — Вип. 2, т. 1. — київ, 2017. — С.56-59
5. Василюк О. В., Варуха А. В. Охоронні зони природно-заповідного фонду // Заповідна справа у степовій зоні україни (до 90-річчя від створення надморських заповідників) // Праці Всеукраїнської науково-практичної конференції (с. урзуф, 14-15 березня 2017 року) / серія: «Conservation Biology in Ukraine». — Вип. 2, т. 1. — київ, 2017. — С.130-136
6. Василюк О. В., Коломицев Г. О., Спінова Ю. О. Про необхідність включення до смарагдової мережі деяких територій Пзф донеччини // Заповідна справа у степовій зоні україни (до 90-річчя від створення надморських заповідників) // Праці Всеукраїнської науково-практичної конференції (с. урзуф, 14-15 березня 2017 року) / серія: «Conservation Biology in Ukraine». — Вип. 2, т. 1. — київ, 2017. — С.137-140
7. Василюк О. В., Коломицев Г. О., Марущак О. Ю., Оскирко О. С. Долина річки Айдар як перспективний об'єкт смарагдової мережі Луганської області // Мережа NATURA 2000 як інноваційна система охорони рідкісних видів та оселищ в Україні / Матеріали науково-практичного семінару (м. Київ, 15 лютого 2017 р.) / Серія: «Conservation Biology in Ukraine». — Вип. 1. — С. 177—180.
8. Лисак Ю. С., Василюк О. В. Степові угруповання Харківської області, які потребують охорони // Матеріали V Наукових читань пам'яті Сергія Таращука (м. Миколаїв, 21 квітня 2017 року) / Серія: «Conservation Biology in Ukraine». — Вип. 3. — С. 53–55.
9. Оскирко О. С., Марущак О. Ю., Василюк О. В. Обґрунтування необхідності включення долини річки Сула до смарагдової мережі України // Регіональні аспекти флористичних і фауністичних досліджень: матеріали Четвертої міжнар. наук.-практ. конф. (28‒29 квіт. 2017 р.,смт Путила, Чернівецька обл., Україна) / наук. ред. І. В. Скільський, А. В. Юзик ; М-во екології та природ. ресурсів України, Нац. природ. парк «Черемоський» та ін. — Чернівці: Друк Арт, 2017. — 288 с.
10. Василюк О. В., Коломицев Г. О. Долина річки Комишна як перспективний об'єкт смарагдової мережі Луганської області // Регіональні аспекти флористичних і фауністичних досліджень: матеріали Четвертої міжнар. наук.-практ. конф. (28‒29 квіт. 2017 р.,смт Путила, Чернівецька обл., Україна) / наук. ред. І. В. Скільський, А. В. Юзик ; М-во екології та природ. ресурсів України, Нац. природ. парк «Черемоський» та ін. — Чернівці: Друк Арт, 2017. — 288 с.
11. Марущак. О. Ю., Оскирко О. С., Некрасова О. Д., Василюк О. В. Перспективний об'єкт смарагдової мережі в Україні: «Долина середнього та нижнього Псла» // Збірник тез XV міжнародної наукової конференції студентів та молодих вчених «Шевченківська весна: досягнення біологічної науки / Biosphere advances». — Київ, 2017. — С. 89-91.
12. Муравинець О. А., Панасюк Д. В., Васиюк О. В., Морська А. В. Втрачені об'єкти та території природно-заповідного фонду (1972—2016): Харківська область // Збірник тез XV міжнародної наукової конференції студентів та молодих вчених «Шевченківська весна: досягнення біологічної науки / Biosphere advances». — Київ, 2017. — С. 103—104.
13. Оскирко О. С.,Марущак О. Ю., Василюк О. В., Некрасова О. Д. Долина річки Ворскла як перспективний об'єкт смарагдової мережі // Природоохоронні, історико-культурні та екоосвітні аспекти збалансованого розвитку Українських Карпат: Матеріали міжнародної науково-практичної конференції, присвяченої 15-й річниці НПП «Гуцульщина» (м. Косів, Івано-Франківська обл. 8-9 червня 2017 року). — Косів: ПП Павлюк М. Д., 2017. — С.123-128
14. Vasyliuk О.Chronicles of the protection of Tarutyns'kyj Steppe // Bulletin of the Eurasian Dry Grassland Group, 34, April 2017.38‐41
15. Василюк О. В.,Норенко К. М. До питання функціональної класифікації територій природно-заповідного фонду // Національний природний парк «Нижньосульський»: Наукові праці. — Тернопіль-Оржиця: Видавництво «Крок», 2016. — Вип. 1. — с. 22-40
16. Василюк О. В., Перегрим М. М., Прекрасна Є. П. Проектований національний природний парк «Приірпіння та Чернечий ліс» — важливий елемент національної та пан-європейської екомереж // Охорона, збереження та відтворення біорізноманіття в умовах мегаполісу: матеріали міжнароної науково-практичної їконференції, присвяченої 10-річчю створення національного природного парку «Голосіївський» (м. Київ, 7-8 вересня 2017 року). — Х.: Видавництво «Діса-Плюс», 2017. — с. — 108—116.
17. Марущак О. Ю., О. В. Василюк, Оскирко О. С. Втрачені об'єкти та території природно-заповідного фонду (1960—2016): Кіровоградська ОБЛАСТЬ // Наукові записки Тернопільського національного педагогічного університету імені Володимира Гнатюка. Серія: Біологія. — 2017. — № 3 (70). — С. 36-41
18. Василюк О. В., Коломицев Г. О. Динаміка та локалізація пірогенного впливу на степові природні икомплекси на території Донецької та Луганської областей // Сучасний стан та охорона природних комплексів в басейні Сіверського Дінця // Матеріали науково-практичної конференції з нагоди 20-річчя створення національного природного парку «Святі гори» (21-22 вересня 2017 року) / серія «Conservation Biology in Ukraine». — Вип 5. — Святогірськ, 2017 — с.59-67.
19. Марущак О. Ю., Абражевич П. А., Василюк О. В. Скасовані об'єкти та території природно-заповідного фонду (1964—2010 роки): Автономна Республіка Крим // Наукові засади природоохоронного менеджменту екосистем Каньйонового Придністров'я: матеріали Другої міжнар. наук.-практ. конф., присвяч. 170-й річн. публ. праці Рудольфа Кнера, яка стала початком ґрунтовних палеонтол. досл. Дністр. каньйону (14–15 вер. 2017 р., м. Заліщики, Тернопільська обл., Україна) / наук. ред. І. В. Скільський, О. К. Вікирчак ; М-во екології та природ. ресурсів України, Нац. природ. парк «Дністровський каньйон» та ін. — Чернівці: Друк Арт, 2017.- 150—152
20. Природно-заповідний фонд: земельні питання (посібник) / [За заг. ред. О. Кравченко].  — Видавництво «Компанія „Манускрипт“» — Львів, 2017. — 104 с.
21. Василюк А., Борисенко Е., Плющ Т. Сеть Эмеральд: основы проектирования, возможности вовлечения учёных, опыт Украины // Астраханский вестник экологического образования, № 4 (42). 2017. — с.72-91
22. Kuzemko A. Book Review: Clayton, S., Myers, G. 2015. Conservation Psychology: Understanding and Promoting Human Care for Nature, 2nd Edition. 344 pp. // Bulletin of the Eurasian Grassland Group 33 (2017): 31-32
23. Куземко А. А. Види та біотопи з додатків Оселищної Директиви в Україні // Мережа NATURA 2000 як інноваційна система охорони рідкісних видів та оселищ в Україні. // Матеріали науково-практичного семінару (м. Київ, 15 лютого 2017 р.) / Серія: «Conservation Biology in Ukraine». — Вип. 1. — К.: LAT&K, 2017. — C. 64-70.
24. Ширяєва Д. В., Куземко А. А., Марущак О. Ю., Балашов І. О. Долина р. Рось як перспективний об'єкт Смарагдової мережі України // Мережа NATURA 2000 як інноваційна система охорони рідкісних видів та оселищ в Україні. // Матеріали науково-практичного семінару (м. Київ, 15 лютого 2017 р.) / Серія: «Conservation Biology in Ukraine». — Вип. 1. — К.: LAT&K, 2017. — C. 234—238.
25. Куземко А. А., Дідух Я. П., Дубина Д. В., Мойсієнко І. І., Дзюба Т. П., Ємельянова С. М., Винокуров Д. С. Використання фітосоціологічних баз даних для інвентаризації біотопів, що охороняються Бернською Конвенцією та Оселищною Директивою ЄС на прикладі степових біотопів рівнинної частини України // Заповідна справа у степовій зоні України (до 90-річчя від створення Надморських заповідників) // Праці Всеукраїнської науково-практичної конференції (с. Урзуф, 14-15 березня 2017 року). / Серія «Conservation Biology in Ukraine». — Вип. 2, т.2. — Київ, 2017. — 336 с.
26. Куземко А. А., Шевчик В. Л., Чорна Г. А., Спрягайло О. В. Список видів рослин, що потребують регіональної охорони на території Черкаської області: сучасний стан та перспективи // Матеріали V Наукових читань пам'яті Сергія Таращука (м. Миколаїв, 21 квітня 2017 року) / Серія: «Conservation Biology in Ukraine». — Вип. 3. — К.: LAT&K, 2017. — C.65-67.
27. Куземко А. А. Інвентаризація лучних біотопів європейського значення в Україні за допомогою фітосоціологічних баз даних // Сучасні проблеми біології, екології та хімії: збірник матеріалів V Міжнародної науково-практичної конференції, присвяченої 30-річчю біологічного факультету Запорізького національного університету (Запоріжжя, 26-28 квітня 2017 р.). — Запоріжжя: АА Тандем, 2017. С. 249—250.
28. Kuzemko A.A., Didukh Ya.P., Onyshchenko V.A., Kish R.Ya., Chorney I.I., Moysienko I.I., Vynokurov D.S. Habitats of Ukraine offered for inclusion in Resolution 4 of the Bern Convention // Save Plants for Earth's Future. Book of abstracts: 8th Planta Europa Conference (May 22-26, 2017, Kyiv, Ukraine) / Edited by Philippe Bardin, Erika Pénzesné Kónya & Mykyta Peregrym. — Kyiv: Publisher Palyvoda A. V., 2017. — P.61
29. Kuzemko A.A. Grassland habitats of the European importance in Ukraine: identification and inventory // 14th Eurasian Grassland Conference «Semi-natural Grasslands Across Borders». Book of Abstracts. Eduted by Solvita Rūsiņa. 4-11 July 2017, Riga (Latvia) and western Lituania. — P.37
30. Куземко А. А., Ширяєва Д. В., Чорна Г. А. Рідкісні види флори проектованого національного природного парку «Гірський Тікич» // Матеріали XIV з'їзду Українського ботанічного товариства (м. Київ, 25–26 квітня 2017 р.) — Київ, 2017. — С.129.

2018
1. Спрягайло О. В., Спрягайло О. А., Куземко А. А. Первоцвіти Черкащини. — Черкаси, 2018. — 16 с.

## Фільмографія
У 2018 році, члени UNCG презентували відеоролик «Зупинимо вогонь разом!», створений спільно з творчою групою «B Wild». Відеоролик присвячений проблемі спалювання рослинних залишків на природних територіях.

## Додатково

### Офіційно
- Вебсайт ГО «Українська природоохоронна група» http://uncg.org.ua/ [Архівовано 24 січня 2019 у Wayback Machine.]
- Сторінка у Facebook [Архівовано 24 січня 2022 у Wayback Machine.]
- Внесок на сайті IUCN

### Українські джерела
- Велика проблема, що екологічна тематика у більшості ЗМІ не має спеціального журналіста [Архівовано 30 листопада 2021 у Wayback Machine.] (Комісія з журналістської етики, 30.11.2021)
- Марія Крикунова. Діяти раніше, ніж приїде бульдозер. Як Українська природоохоронна група системно захищає довкілля [Архівовано 30 листопада 2021 у Wayback Machine.] (Детектор Медіа, 17.06.2021)
- Анна Єгорова. Українська природоохоронна група створила онлайн-курс про ліси для журналістів [Архівовано 30 листопада 2021 у Wayback Machine.] (Детектор Медіа, 24.06.2021)
- Тоня Чундак. Не пишіть (тільки) про рубки: фейли медіа у лісовій тематиці [Архівовано 3 грудня 2021 у Wayback Machine.]

### Іноземні джерела
- Szmaragdowa Ukraina [Архівовано 30 листопада 2021 у Wayback Machine.] (про успіхи партнерського проєкту з участю UNCG)
- Staffan Lindberg, Robin Lorentz-Allard. Unik naturskog skövlas – för att bli Ikea-möbler. [Архівовано 10 грудня 2021 у Wayback Machine.] Aftonbladet, 2021-12.
- NGOs urge ‘immediate’ reform at ethical wood label to fight global deforestation [Архівовано 10 грудня 2021 у Wayback Machine.] 25.10.2021 Earthsight
- Investigation finds that much of IKEA's wood has been logged illegally [Архівовано 10 грудня 2021 у Wayback Machine.] Getyimage. 2020
- Ashoka Mukpo Ikea using illegally sourced wood from Ukraine, campaigners say [Архівовано 10 грудня 2021 у Wayback Machine.] 29 June 2020
- Karin Selåker Hangasmaa Ikea vill vara hållbara – tillverkar möbler av olaglig urskog [Архівовано 10 грудня 2021 у Wayback Machine.]. NYHETER, 09 december 2021
- Destructive Logging: EU Urged To Press For Ukrainian Forest Sector Reform. [Архівовано 10 грудня 2021 у Wayback Machine.] Thursday, 17 June 2021, Bruno Manser Fonds
- Emily Anthes. A ‘Silent Victim’: How Nature Becomes a Casualty of War. Research on past conflicts suggests that the war in Ukraine could have a profound environmental impact. The New York Times. April 13, 2022[49]
- Vincent Mundy. Ukraine’s ‘hero river’ helped save Kyiv. But what now for its newly restored wetlands? The Guardian, 11 May 2022 [50]